# Екатерининский парк (Царское Село)
Екатери́нинский парк — парк в составе Государственного музея-заповедника «Царское Село». Находится в городе Пушкин, входящем в состав  Санкт-Петербурга, памятник архитектуры XVIII—XIX веков.
Совместно с Александровским парком является неотъемлемой частью Царскосельской императорской резиденции и получил своё название по находящемуся в нём Екатерининскому дворцу.
Екатерининский парк состоит из двух частей: регулярного Старого сада и пейзажного Английского парка.

## Физико-географическая характеристика

### Рельеф и геологическое строение
Парк расположен на Приневской низменности, на склоне Балтийско-Ладожского уступа. В палеозое 300—400 миллионов лет назад вся эта территория была покрыта морем. Осадочные отложения того времени — песчаники, пески, глины, известняки — мощной толщей (свыше 200 метров) покрывают кристаллический фундамент, состоящий из гранитов, гнейсов и диабазов. Современный рельеф образовался в результате деятельности ледникового покрова (последнее, Валдайское оледенение, было 12 тысяч лет назад). После таяния ледника возникло Литориновое море. 4 тысячи лет назад море отступило и образовалась долина реки Невы. Долина сложена озёрно-ледниковыми и постледниковыми отложениями. Местность, на которой располагается Екатерининский парк, возвышенная, около 65 м над уровнем моря.

### Почвы, растительный мир и экология
До появления парка территория была покрыта хвойными лесами (сосновые и еловые) с примесью широколиственных пород и низинными болотами. Преобладают поверхностно-подзолистые в сочетании с торфяно-подзолисто-глеевыми почвами. В результате интенсивной хозяйственной деятельности людей естественный ландшафт повсеместно уступил место культурному ландшафту.
Экологически это чистый район благодаря природному микроклимату и жёсткой природоохранной политике администрации.

## История

### Предыстория парка
В шведское время (1609—1702) на территории Екатерининского парка существовала усадьба шведского магната — Сарская мыза (фин. Saari mojs, швед. Sarishoff — «возвышенное место»). Это была небольшая усадьба, состоявшая из деревянного дома, хозяйственных пристроек к нему и скромного сада, разделённого двумя перпендикулярными аллеями на четыре квадрата. Речка Вангази, протекавшая по дну оврага, была запружена, благодаря чему выше плотины возник обширный пруд. Впервые это поселение упоминается в составе Никольского Ижорского погоста в «Переписной окладной книге по Новгороду Вотской пятины» 1501 года. На картах, составленных для Бориса Годунова, поместье имеет название «Сарица». Позднее, под влиянием русской народной этимологии, название трансформировалось в «Сарскую мызу», затем в «Саарское село», и, наконец, стало Царским Селом.
После изгнания шведов из этого района Пётр I подарил мызу А. Д. Меншикову, а позднее, 13 (24) июня 1710 года по указу императора Сарская мыза (вместе с 43 приписанными деревнями и угодьями) была подарена Марте Скавронской, ставшей в 1712 году его женой под именем Екатерины Алексеевны. В 1718—1724 годах по проекту архитектора Иоганна Браунштейна здесь вырос небольшой двухэтажный каменный дворец, окружённый подсобными постройками. С западной стороны от дворца находился Зверинец — отгороженный участок леса, в котором содержали кабанов, лосей и зайцев для царской охоты. Расширился сад, заново перепланированный террасами мастером садово-паркового искусства Яном Роозеном в 1719—1722 годах. По его проекту садовый мастер Иоган Фохт проложил прямую перспективу от каменных палат к зверинцу, укрепил берега Большого пруда сваями и придал ему очертания шестиугольника. Был вырыт Рыбный канал, соединяющий Большой пруд с каналом вдоль слободы. Роозен использовал естественный склон холма и распланировал сад уступами. Примыкающую с востока к дворцу более высокую часть стали называть Верхним садом, а расположенную ниже и дальше — Нижним садом. Здесь были устроены садовые «затеи»: беседки, трельяжи, боскеты; аккуратно подстриженные деревья высажены правильными рядами вдоль прямых аллей. Вдоль дорожек среди зелени выставлены скульптуры, выполненные итальянскими мастерами венецианской школы, приобретённые ещё Петром I. В 1723 году архитектор И. Ферстер построил увеселительный павильон на укреплённом сваями острове Большого пруда. В том же году началась постройка большой оранжереи. Южной границей парка тогда служил Рыбный канал. Часть парка за каналом называли «дикой рощей», где свободно росли деревья различных пород.
В первых десятилетиях XVIII века начались работы по прокладке каналов и созданию озёр, так как естественных рек и озёр в этой местности не было. Первоначальные затруднения с водой в Царском Селе были так велики, что во время пребывания здесь императорского двора приходилось доставлять воду в чанах из Петербурга. Большой пруд не имел никаких источников для питания водой, кроме дождевых и болотных вод. Проблема водоснабжения была решена лишь после того, как в 1749 году прорыли Виттоловский канал от ключей близ деревни Большое Виттолово. Ключи выходят на поверхность в местности, которая на 9,5 м выше уровня Большого пруда. Обводнение Большого пруда повлекло за собой создание системы прудов в Екатерининском парке. На ручье, протекавшем по дну оврага позади Эрмитажа, была построена плотина, а затем сооружены ещё три плотины. По оврагу было вырыто пять прудов, три из них (Нижние Каскадные пруды) ограничили сад с юго-востока, а два (Малые каскадные пруды) — служительную слободу. А затем, уже в конце XVIII века, провели Таицкий водовод от ключей в районе посёлка Тайцы, расположенного в шестнадцати километрах юго-западнее царской резиденции.

### Императорская резиденция

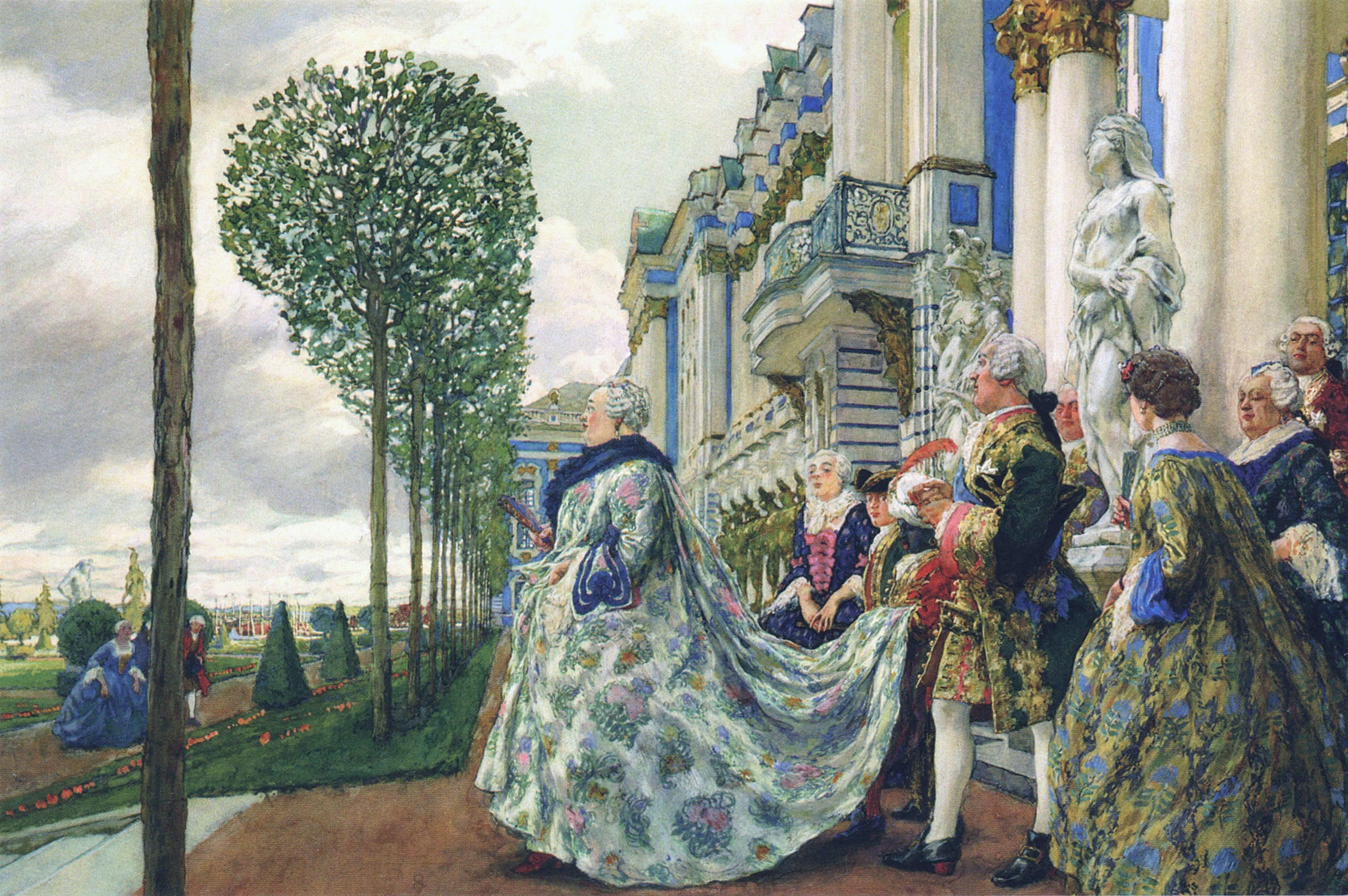
Е. Е. Лансере. Императрица Елизавета Петровна в Царском Селе. Гуашь. 1905

В царствование Елизаветы Петровны Царское Село стало императорской резиденцией. В 1740—1750-е годы скромный дворец Екатерины I перестраивается в роскошную летнюю резиденцию. С 1744 года по замыслу архитектора А. В. Квасова старое петровское здание было переделано, надстроено и связано галереями с двухэтажными флигелями по бокам. Вскоре эту работу продолжил русский зодчий С. И. Чевакинский. Дворец состоял из трёх корпусов, церкви и оранжерейного зала, соединённых между собой галереями. Через несколько лет и новый дворец показался недостаточно парадным и было решено его вновь переделать. С 1751 года по 1756 год реконструкцию Екатерининского дворца вёл архитектор Ф. Б. Растрелли. Работы велись круглый год, реконструкция потребовала огромных средств. Растрелли поднял галереи до уровня корпусов и с исключительным богатством и пышностью отделал фасады. В основных чертах дворец и сейчас имеет облик, который был придан ему Растрелли. В 1755 году из третьего Зимнего дворца сюда перенесли Янтарный кабинет. Параллельно с дворцом по проекту Растрелли в парке строятся павильоны «Эрмитаж», «Грот» и «Зал на острову» посредине Большого пруда для увеселительных собраний узкого круга придворных. Одновременно шло расширение территории сада, южной границей его стали Нижние пруды. Для придания саду должного великолепия в него были перенесены статуи, а также широко практиковалась пересадка многолетних деревьев из петербургских садов. Наряду с этим в саду высаживались молодые деревья. Декоративные деревья и кустарники покупались и за границей. В 1751—1752 годах деревянные решетчатые заборы были заменены высокой каменной оградой с воротами по проекту Растрелли. В 1754—1757 годах близ дворца, на месте нынешней Гранитной террасы, по проектам А. К. Нартова и Растрелли было построено здание Катальной горки.
Для воплощения новых веяний в русском садовом искусстве со второй половины XVIII века Екатерининский парк начал значительно расширяться. К юго-западу от старого сада, вокруг Большого пруда и западнее его, возник новый район, с парком в пейзажном стиле. Над созданием парка работали архитектор В. И. Неелов и садово-парковые мастера И. Буш и Т. Ильин. В тот период на строительство в парке Екатерина II тратила баснословные средства и огромные силы. В середине 1760-х годов вдоль Большого пруда были насажены липовые аллеи. Такая же липовая аллея (ныне Рамповая аллея) появилась на гребне холма над прудом, на продолжении скатов Катальной горки. Почти каждый год в различных уголках парка появлялось что-то новое. В честь победы России в русско-турецкой войне 1768—1774 годов в парке появились Кагульский обелиск (в честь победы русской армии под руководством П. А. Румянцева на реке Кагул), Чесменская колонна (в честь победы русского флота в Эгейском море у бухты Чесма), Морейская или Малая Ростральная колонна (в память о победе русского флота у полуострова Морея) и Башня-руина, стилизованная под разрушенную турецкую крепость. В соответствии с увлечением того времени эффектными «романтическими» декорациями в парке появились Готические ворота, Адмиралтейство и Эрмитажная кухня. В 1770-е годы в соответствии с пристрастием к модным китайским мотивам строятся Большой каприз и Китайская или Скрипучая беседка. В 1770—1780-е годы в парке появились сооружения в стиле русского классицизма: павильоны Верхняя и Нижняя ванны, Концертный зал, Кухня-Руина, Зал на острову, Мраморный мост, Орловские ворота. У южной стороны Екатерининского парка по проекту архитектора Ч. Камерона в 1780—1787 годы строится несколько крупных сооружений, составляющих единый комплекс: Камеронова галерея, Агатовые комнаты, Висячий сад и пандус.

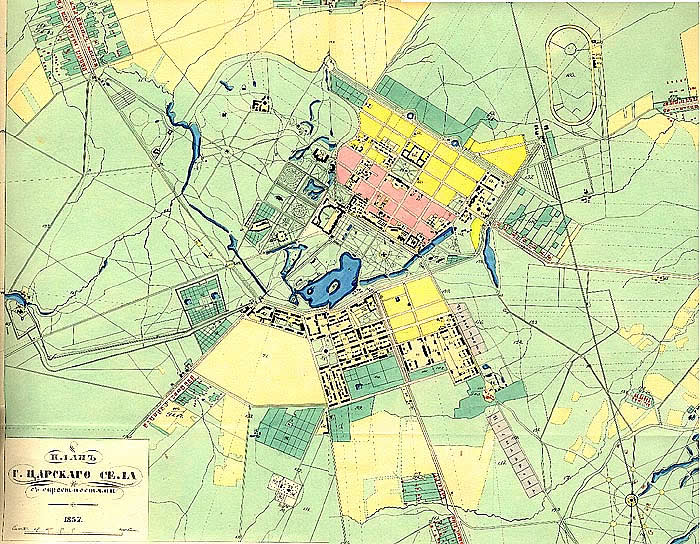
План г. Царского Села с окрестностями.
Из Атласа Царского Села 1858 года

С конца XVIII века существенных изменений в планировке и границах Екатерининского парка не производилось. Только отдельные памятники включались в его уже сложившийся ансамбль. После пожара 1820 года работы в Большом дворце вёл В. П. Стасов. В 1817 году при въезде из Софии им были воздвигнуты ворота «Любезным моим сослуживцам» в память Отечественной войны 1812 года. В 1821 году ворота были перенесены на новое место и установлены на дороге в Павловск, служившей продолжением Садовой набережной. В 1850—1852 году на берегу Большого пруда архитектор И. А. Монигетти построил декоративный павильон Турецкая баня. На месте луга близ Зубовского флигеля Екатерининского дворца в 1855—1856 годы был создан «Собственный садик», вход в который посторонним был закрыт.

### Советский период

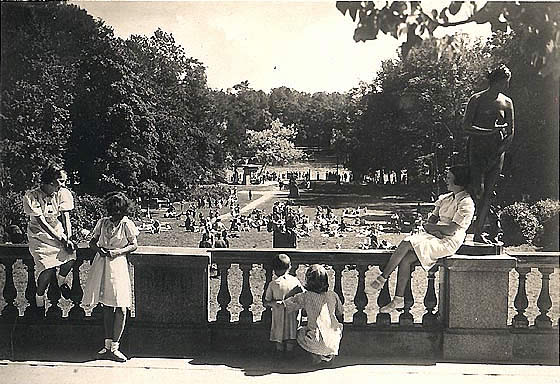
Город Пушкин. В Екатерининском парке. Открытка. 1939 год

В 1918 году дворцово-парковый комплекс национализирован и превращён в музей. 9 июня 1918 года Екатерининский дворец принял первых посетителей. В течение 1919 года музеи Детского Села посетили 64 тысячи человек, а только за летний сезон 1920 года — уже более 56 тысяч.
18 сентября 1941 года город Пушкин был оккупирован германскими войсками, уничтожившими и повредившими многие сооружения ансамбля, похитившими некоторые произведения искусства (в том числе убранство Янтарной комнаты Большого дворца). В Екатерининском парке было уничтожено более трёх тысяч деревьев (свыше четверти общего их количества). Помещения нижнего этажа Екатерининского дворца фашисты приспособили под гараж, дворцовую церковь использовали как стоянку велосипедов и мотоциклов, в Агатовых комнатах размещался клуб. В марте 1942 года в Екатерининском дворце возник большой пожар. Пушкин был освобождён войсками под командованием генерала И. В. Хазова 24 января 1944 года в ходе Красносельско-Ропшинской операции. После освобождения Екатерининский дворец представлял собой руины. В нижнем этаже дворца и под Камероновой галереей было обнаружено одиннадцать авиабомб замедленного действия. Бомбы удалось обезвредить.
Ещё в годы войны началось восстановление комплекса. Летом 1945 года Екатерининский парк был открыт для посетителей. В первую очередь были отреставрированы Верхняя ванна, Вечерний зал, Скрипучая беседка, Холодная баня, Камеронова галерея и другие парковые павильоны. В 1957 году начались предпроектные работы по реставрации Екатерининского дворца. В 1959 году открыты для обозрения первые шесть восстановленных залов дворца. Реставрационные работы продолжаются до сих пор.
В январе 1983 года дворцово-парковому ансамблю города Пушкина был присвоен статус заповедника, который в 1990 году получил своё нынешнее название: Государственный музей-заповедник «Царское Село».

### Современный период
В 1989 году дворцы и парки ансамблей города Пушкина были внесены в список всемирного наследия ЮНЕСКО (протокол ICOMO № 540—006 от 1990 г.). В рамках подготовки к празднованию 300-летия Царского Села, которое отмечалось в 2010 году, в Екатерининском парке были проведены реставрационные работы и открыты для посетителей: павильон «Вечерний зал» (2008 год), павильон «Турецкая баня» (2009 год), павильон «Эрмитаж», павильон «Концертный зал», павильон «Скрипучая беседка», ворота «Любезным моим сослуживцам» (2010 год), павильон «Нижняя ванна» (2011 год), Зеркальные пруды, Гранитная терраса (2012 год). Продолжаются реставрационные работы в залах Екатерининского дворца. С 2010 по 2013 годы велись реставрационные работы в Агатовых комнатах, при этом использовалась методика консервации и реставрации с минимальным восполнением утрат (в соответствии с Венецианской хартией по консервации и реставрации памятников и достопримечательных мест). С 2012 года ведутся реставрационные работы в цокольном этаже Камероновой галереи, где намечено хранить крупногабаритные предметы, такие как парковая скульптура, вазы и другие элементы декора. С лета 2012 года ведутся работы по реставрации Висячих садов.

## Схема парка
|                                       |                               |                                 |
| 1. Екатерининский дворец              | 11. Адмиралтейство            | 21. Гранитная терраса           |
| 2. Холодная баня, Агатовые комнаты    | 12. Зал на острову            | 22. Фонтан «Девушка с кувшином» |
| 3. Камеронова галерея                 | 13. Чесменская колонна        | 23. Концертный зал              |
| 4. Верхняя ванна                      | 14. Мраморный мост            | 24. Кухня-руина                 |
| 5. Нижняя ванна                       | 15. Турецкая баня             | 25. Скрипучая беседка           |
| 6. Эрмитаж                            | 16. Пирамида                  | 26. Вечерний зал                |
| 7. Эрмитажная кухня                   | 17. Красный (Турецкий) Каскад | 27. Памятник А. Д. Ланскому     |
| 8. Морейская колонна                  | 18. Готические ворота         | 28. Собственный садик           |
| 9. Ворота «Любезным моим сослуживцам» | 19. Башня-руина               | 29. Кагульский Обелиск          |
| 10. Грот                              | 20. Орловские ворота          | 30. Дежурные конюшни            |

## Ансамбль Большого Екатерининского дворца

### Большой Екатерининский дворец
1717—1723 гг., арх. И.-Ф. Браунштейн, 1743—1751 гг., арх. А. В. Квасов, арх. С. И. Чевакинский, 1752—1756 гг., арх. Ф.-Б. Растрелли, ск. И. Ф. Дункер, 1778—1784 гг. (Зубовский корпус), арх. Ю. М. Фельтен, 1779—1784 гг. (Церковный корпус), арх. И. В. Неелов, 1780-е
  Объект культурного наследия № 7810447035

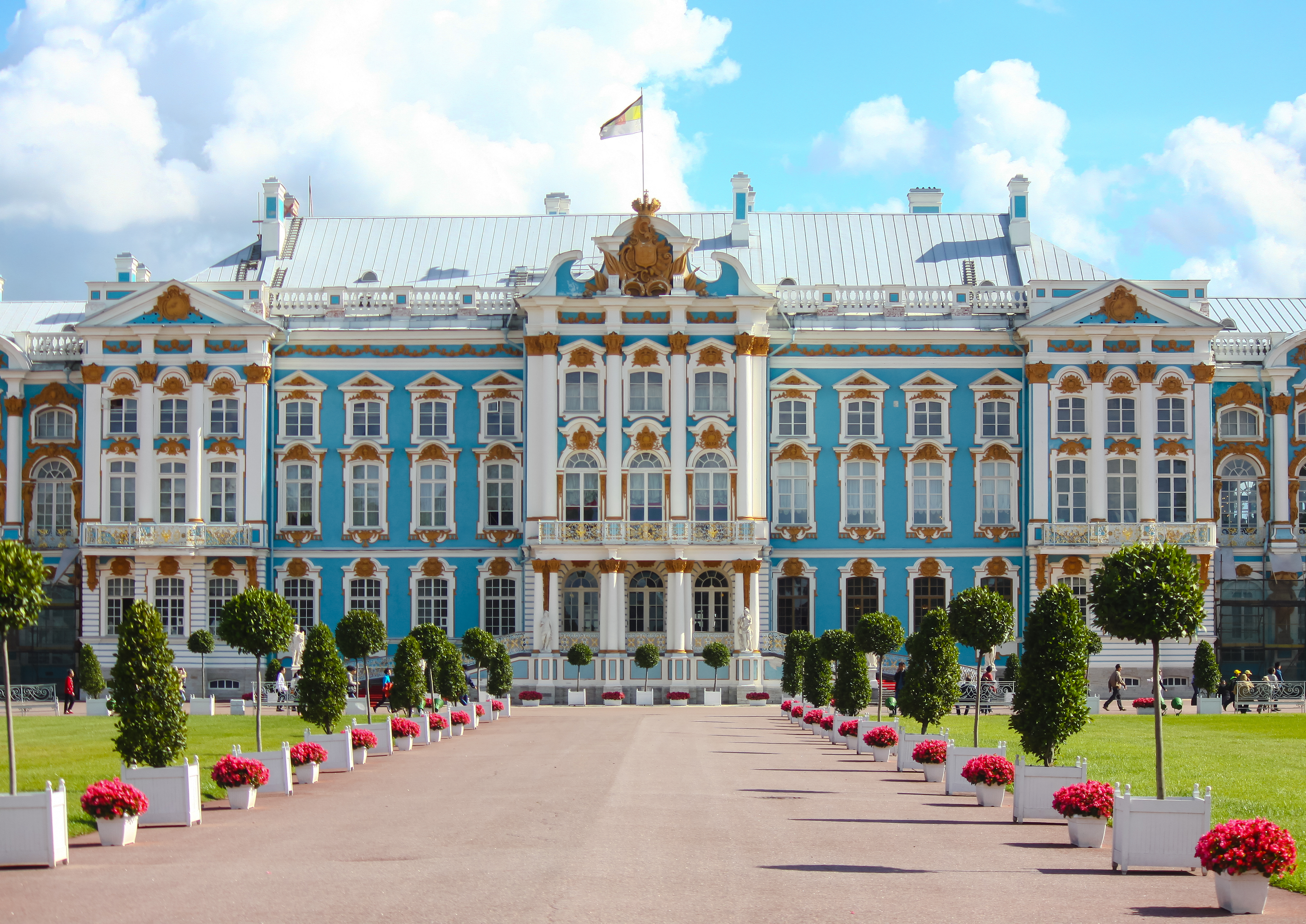
Большой Екатерининский дворец, парадный двор

Большой Екатерининский дворец расположен между парадным двором, ограниченным полукруглыми одноэтажными корпусами («циркумференциями»), и обширным парком. Дворец сильно вытянут, но благодаря обилию украшений и ритмичному чередованию чуть выдвинутых вперёд и немного углублённых частей фасады здания не кажутся однообразными. Колонны верхнего этажа поддерживаются атлантами, выполненными скульптором И. Дункером в соответствии с общим замыслом отделки.
- Зубовский флигель

### Холодная баня с Агатовыми комнатами
Объект культурного наследия № 7810447052

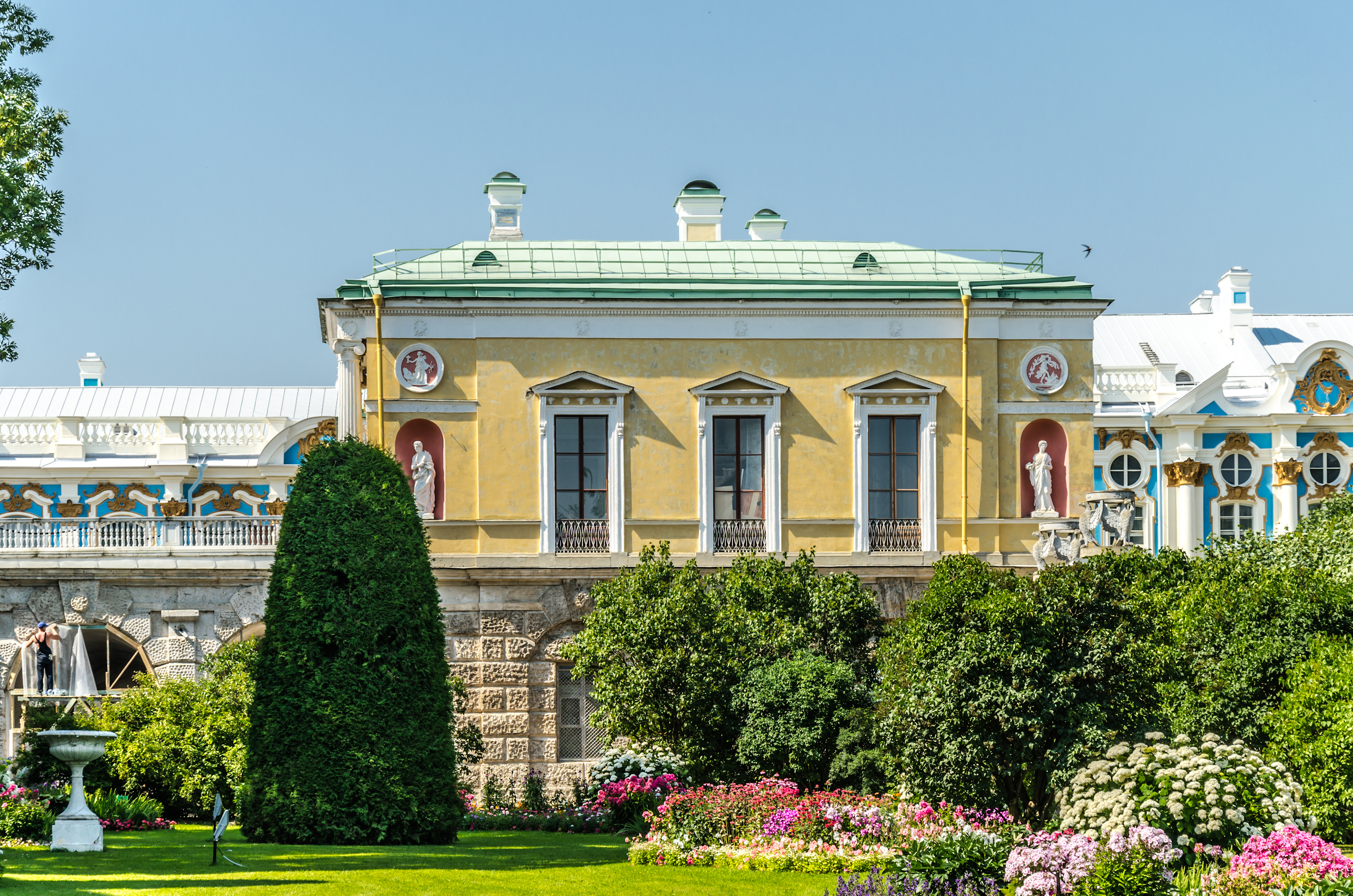
Холодная баня

Павильон «Холодная баня» располагается между Зубовским корпусом Екатерининского дворца и Камероновой галереей. Построен по проекту архитектора Ч. Камерона в 1780-х годах. На нижнем этаже находилось несколько купальных бассейнов для водных процедур, а верхний этаж служил для отдыха после купания. Фасады «Холодной бани» со стороны Екатерининского парка спроектированы на контрасте отделки этажей. Нижний, цокольный этаж облицован массивными блоками грубо обработанного пудостского камня, второй этаж легок и светел. По верху стен размещены круглые лепные медальоны-барельефы с мифологическими композициями. На северо-восточной стене окна полуциркульные, в торцевых стенах — прямоугольные окна-двери, помещенные в арках. В простенках расположены ниши со скульптурами. Первоначальные интерьеры первого этажа «Холодной бани» не сохранились, сейчас помещения используются для временных выставок.
Вход в Агатовые комнаты находится со стороны Висячих садов, которые соединяют террасу Камероновой галереи с Екатерининским дворцом. Здесь императрица Екатерина II в ранние утренние часы занималась просмотром государственных документов, отвечала на письма, занималась литературными трудами. Вход оформлен овальной полуротондой. Светло-желтые стены павильона оттеняет кирпично-красный тон рельефных медальонов и полуциркульных ниш, в которых установлены декоративные бюсты и статуи из темной бронзы. Три дубовых двери вводят в помещение Агатовых комнат. Основной объём павильона занимают Большой зал и два кабинета, расположенные по сторонам. Парадные помещения Агатовых комнат отделаны мрамором, цветной уральской и алтайской яшмой, полоки украшены лепкой и живописью, паркеты выполнены из наборного паркета.

### Камеронова галерея
Объект культурного наследия № 7810447048

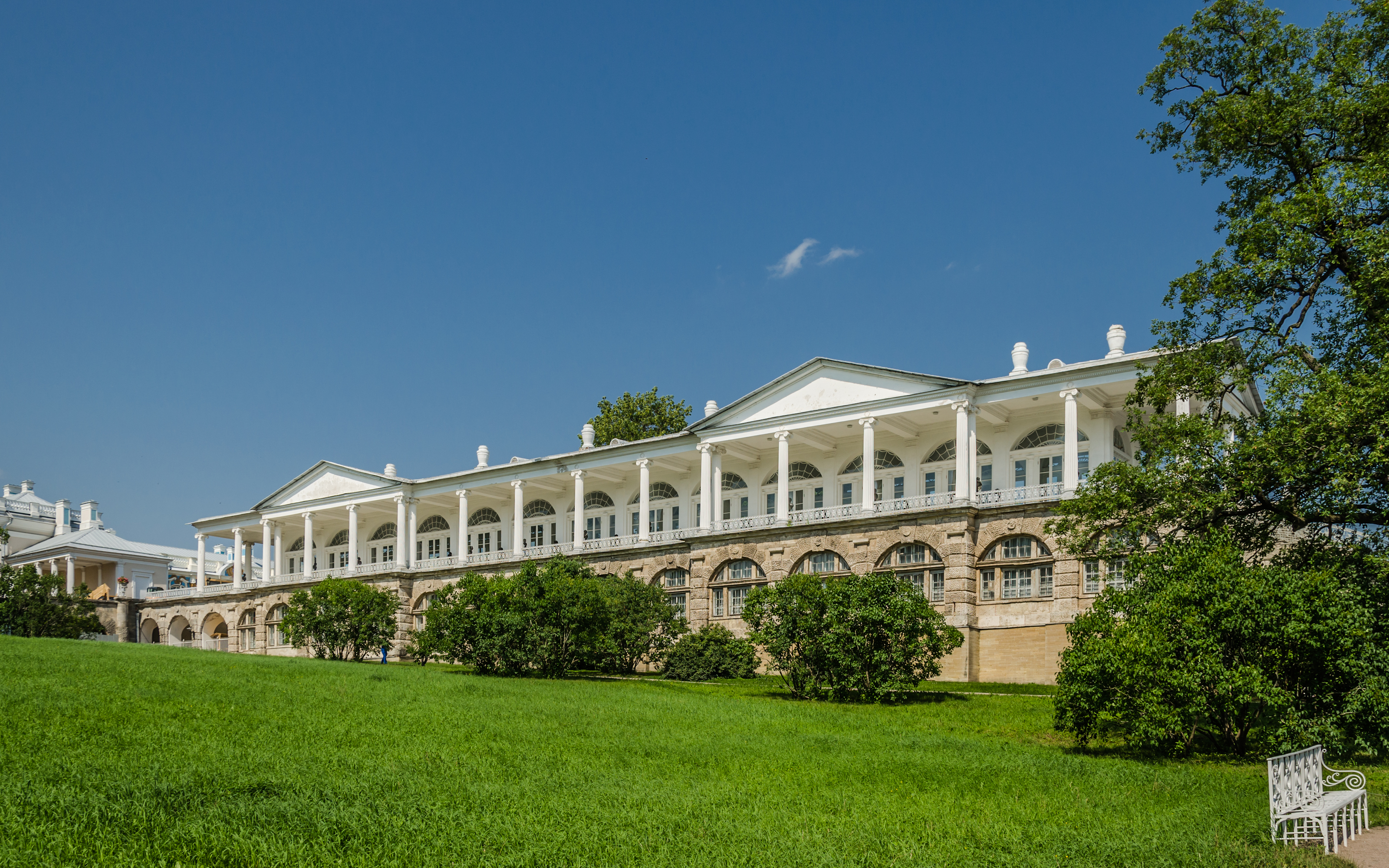
Камеронова галерея

Камеронова галерея, расположенная на склоне холма, на границе регулярной и пейзажной частей Екатерининского парка, была задумана императрицей Екатериной II для прогулок. Постройка была поручена архитектору Ч. Камерону. В марте 1787 года строительство Камероновой галереи было закончено.
По высоте Камеронова галерея совпадает с Екатерининским дворцом, но из-за того, что она стоит на пологом склоне, высота её нижнего этажа по мере удаления от дворца значительно возрастает за счет постепенного повышения цоколя, сложенного из тесаных блоков сясьской плиты. Помещения первого этажа использовались под жилые комнаты для придворных дам и фрейлин (в настоящее время в них размещаются временные выставки). Нижний этаж служит основанием колоннады второго яруса, состоящей из 44 белых каннелированных колонн с ионическими капителями. Увеличенные оконные проемы остекленного зала в центральной части второго этажа здания придают прозрачность. С южной стороны сооружена лестница: нижняя часть из серых каменных ступеней, поднимающихся между двумя мощными пилонами, на которых стоят статуи Геркулеса и Флоры, отлитые из бронзы. Верхняя половина лестницы с изящно изогнутыми маршами и ажурными перилами ведёт на второй этаж. Колоннада служила своеобразным бельведером: с неё открывается великолепный вид на Большой пруд и пейзажный парк. Галерея доминирует над парком, и её колоннада видна издалека.
Между Зубовским корпусом Екатерининского дворца и Камероновой галереей на массивных аркадах на уровне второго этажа располагается висячий сад, сооруженный в 1787 году садовым мастером Джоном Бушем. С 1792 года от Висячего сада со стороны Рамповой аллеи на галерею ведёт массивный пандус, сооруженный Камероном из пудосткого камня.

## Регулярный парк

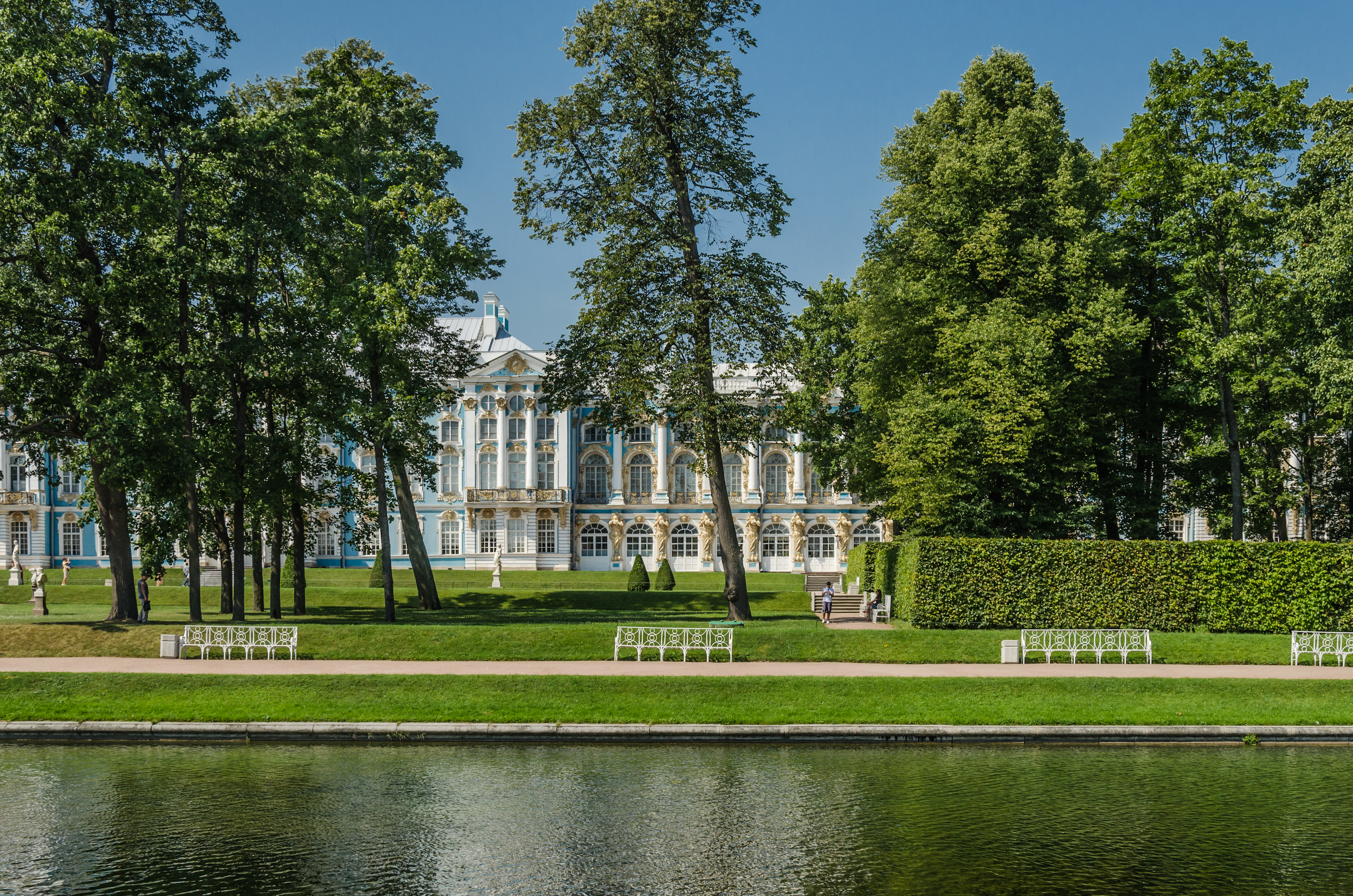
Регулярный парк

Был распланирован в 1720-х годах голландскими мастерами садово-паркового дела Я. Роозен и И. Фохт на трёх уступах перед императорским дворцом.
В это же время на третьем уступе были устроены Зеркальные пруды, а на речке Вангазе, стекавшей с холма, ещё два пруда: Верхний (Большой) и Мельничный (позже вошедший в систему Каскадных, или Нижних прудов).

### Парковая скульптура
Статуи приобретены для Екатерининского парка ещё Петром I одновременно с теми, которые украшают Летний сад в Санкт-Петербурге. Скульптуры выполнены в основном на рубеже XVII и XVIII веков итальянскими мастерами венецианской школы Пьетро Баратта, Джованни Зорзони («Сивилла Персидская»), Джованни Бонацца («Галатея»), Антонио Тарсиа («Воинская доблесть», «Геркулес») и изображают либо персонажей античной мифологии, либо аллегорические фигуры, олицетворяющие Славу, Любовь к родине, Мир и так далее.

### Верхняя ванна
Объект культурного наследия № 7810447082

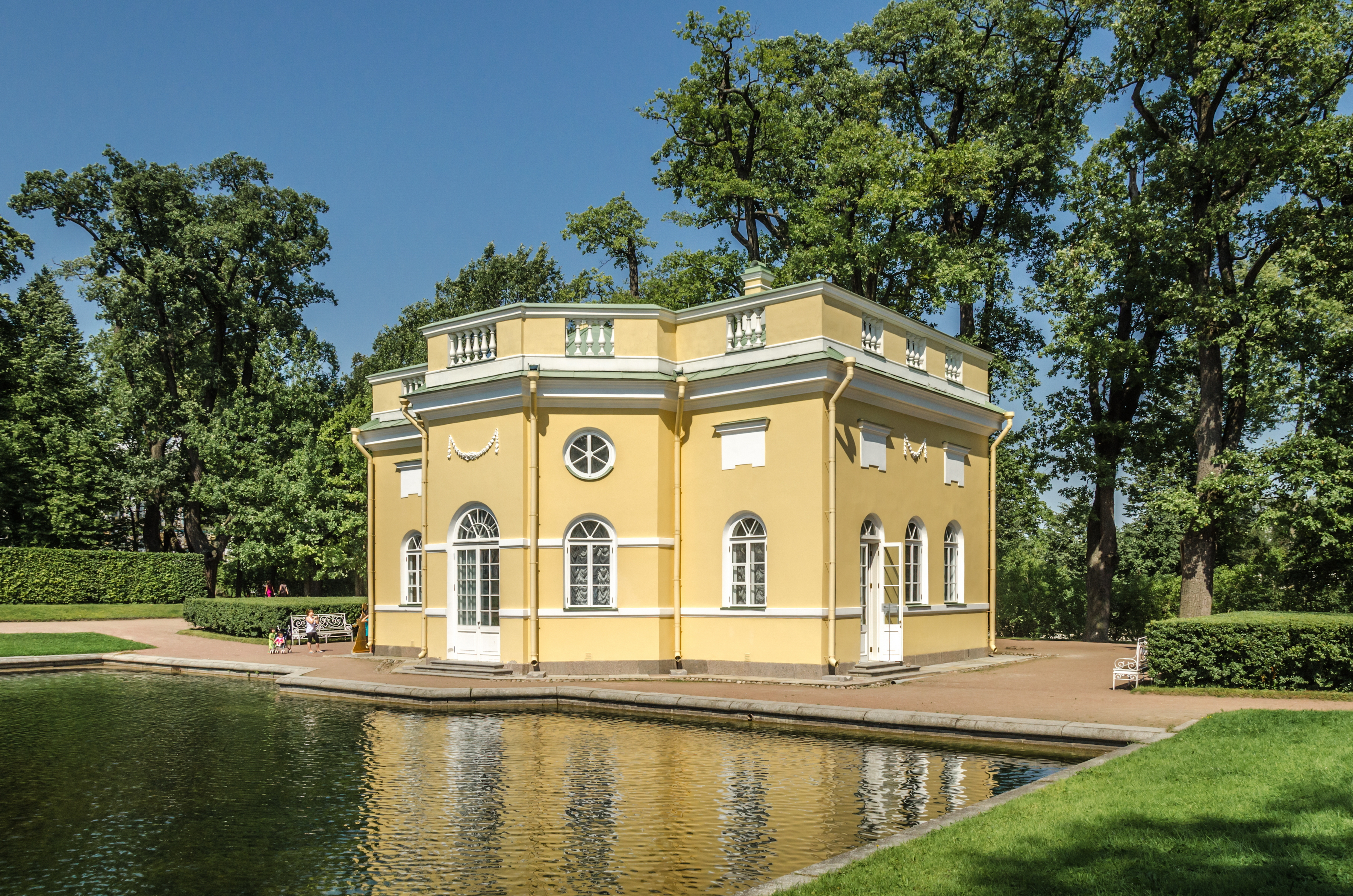
Павильон «Верхняя ванна»

Павильон «Верхняя ванна» или, как его называли в XVIII веке, «Мыльня их высочеств» расположен на берегу Зеркального пруда. Построен в 1777—1779 годах архитекторами В. И. и И. В. Нееловыми в стиле раннего классицизма. До середины XIX века Верхняя ванна сохраняла своё первоначальное назначение и состояла из шести помещений: сеней, раздевальни, ванны, бани (парильни), помещения истопника (водогрейной) и центрального восьмигранного зала для отдыха. В 1952—1953 годах была отреставрирована после разрушения в годы войны.
Фасады павильона почти лишены декоративного убранства, но благодаря пропорциональному соотношению основного объёма и обращенного в сторону пруда трёхгранного ризалита производят впечатление. Стены ризалита в нижней части прорезаны полуциркульными окнами и широким дверным проемом, а вверху — круглыми окнами. Венчает здание парапет с балюстрадой. Потолок и стены центрального зала расписал А. И. Бельский по гравюрам с рисунков художника Ф. Смуглевича и архитектора В. Бренны, исполненных ими с росписей Золотого дома Нерона в Риме.

### Нижняя ванна
1778—1779 гг., арх. И. В. Неелов
  Объект культурного наследия № 7810447088

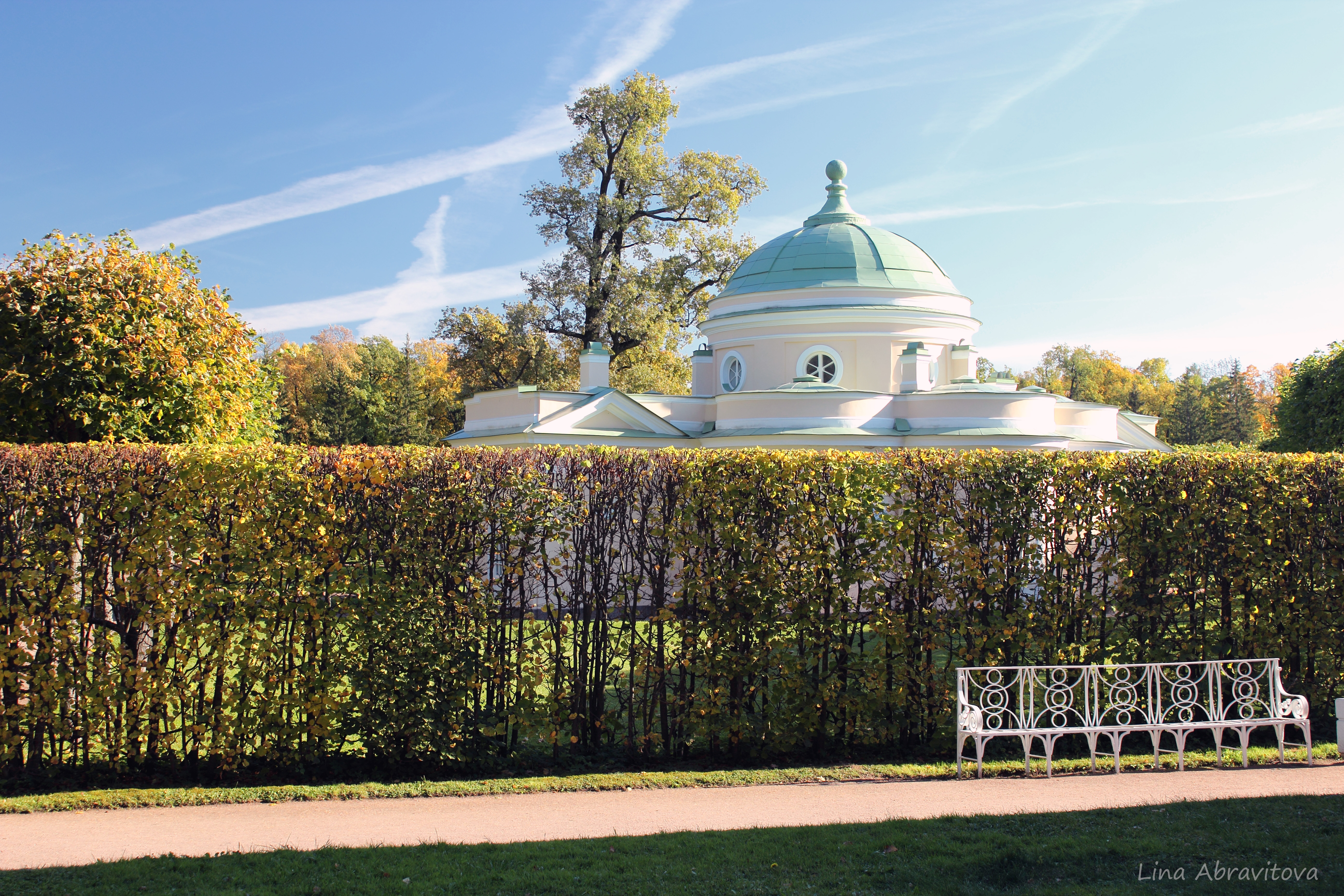
Павильон «Нижняя ванна»

Павильон «Нижняя ванна» или, как её называли в XVIII веке, «Кавалерская мыльня» расположен неподалёку от Верхней ванны. Этот павильон, стоящий в стороне от парковых аллей и предназначавшийся для придворных, был построен по проекту архитектора И. В. Неелова в 1778—1779 годах. В период Великой Отечественной войны фасады здания пострадали (незначительно) и были восстановлены в 1944—1945 годах.
Фасад здания наполовину скрыт от взглядов посетителей сада деревьями и кустарниками. Оригинальный план павильона определил его внешний облик. Два его фасада — обращенный в сторону дворца и противоположный — идентичны; ни тот ни другой не является главным. Стены центрального зала подняты значительно выше стен боковых помещений и образуют световой барабан, на котором покоится венчающий здание купол. На барабане и на фасадных стенах круглые окна, расположенные в соответствии с функциональным назначением здания высоко над землей. Состоит из десяти помещений, сгруппированных вокруг центрального зала с большой круглой ванной. Вода разогревалась в двух водогрейнях, имевших самостоятельные входы, и по трубам подавалась в баню и помещения с ваннами. Внутренняя отделка Нижней ванны не сохранилась. Из архивных документов известно, что в некоторых её помещениях существовала роспись стен и плафонов, комната для отдыха и раздевальная обогревались мраморными каминами, а круглую ванну окружала балюстрада.

### Рыбный (Большой Поперечный) канал
Объект культурного наследия № 7810447054
Искусственный канал, протянувшийся параллельно Екатерининскому дворцу от Большого пруда до Малых Каскадных прудов. Возник в 1721 году. Канал получил своё название потому, что в нём предполагалось разводить рыбу для царского стола, но из-за отсутствия в канале в то время проточной воды рыба здесь не водилась. Перекинутые через Рыбный канал чугунные мостики сооружены в 1770-е годы по проекту архитектора В. И. Неелова.

### Эрмитаж
Объект культурного наследия № 7810447090

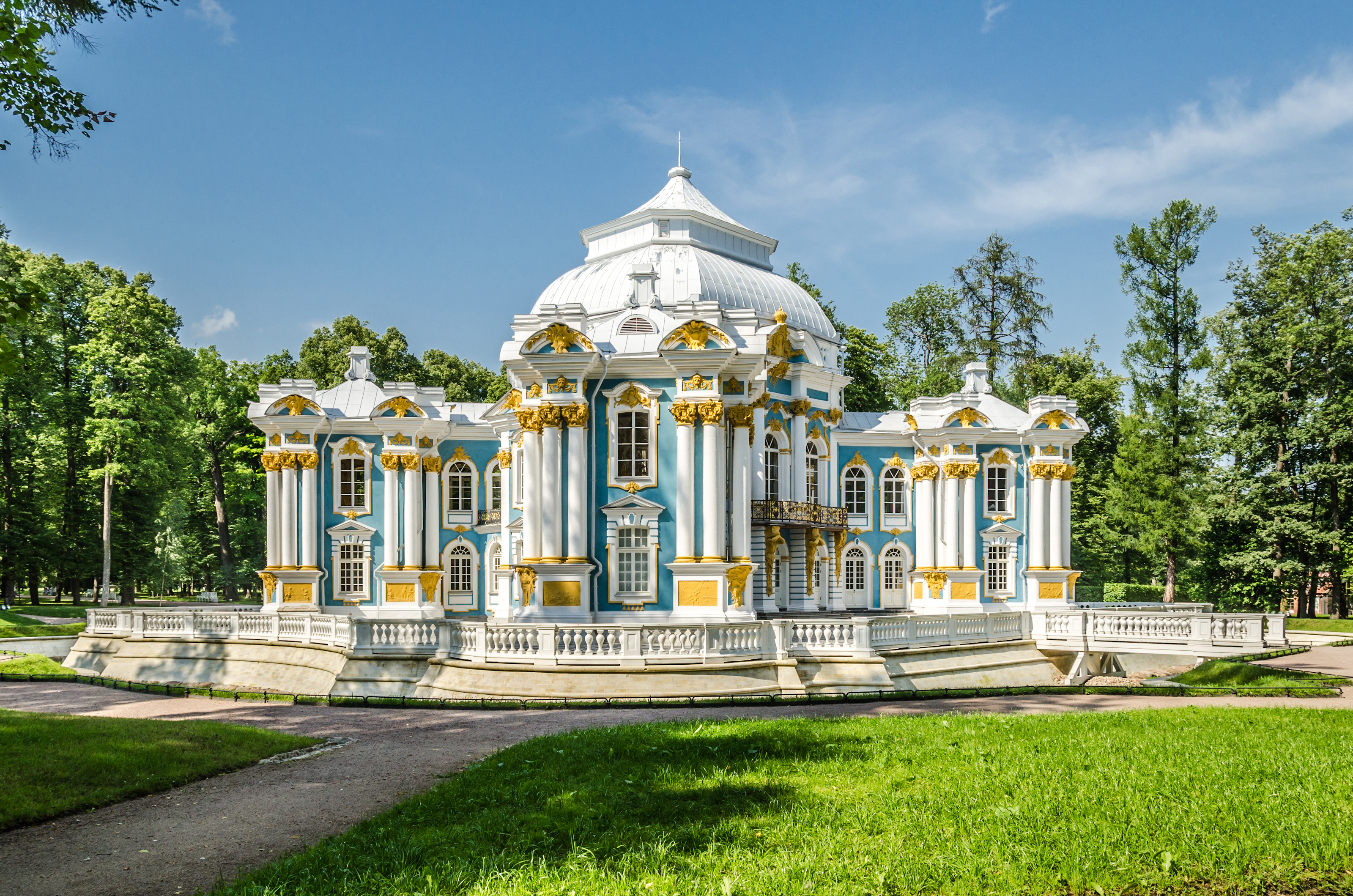
Павильон «Эрмитаж»

Павильон Эрмитаж сооружён в 1744—1754 годах одновременно со строительством Екатерининского дворца архитекторами А. В. Квасовым и С. И. Чевакинским, окончательное оформление принадлежит Ф.-Б. Растрелли. Павильон находится на искусственном острове, выложенном чёрно-белыми мраморными плитами, окружён со всех сторон водой и ограждён балюстрадой. Попасть на остров можно только по подъёмным мостам через ров. Это двухэтажный восьмигранный павильон с четырьмя пристройками по сторонам. Сочетание ослепительной белизны колонн, пилястр, наличников на нежно-бирюзовом фоне стен с позолотой некоторых деталей создаёт чудесную цветовую гамму. Шестьдесят четыре декоративные колонны, лепные гирлянды, раковины, маски, пышные наличники окон, ажурная балконная решётка не оставляют гладких поверхностей. Купол раньше венчала покрытая позолотой скульптура. Павильон служил для увеселительных собраний узкого избранного кружка придворных.

### Эрмитажная кухня
Объект культурного наследия № 7810447157

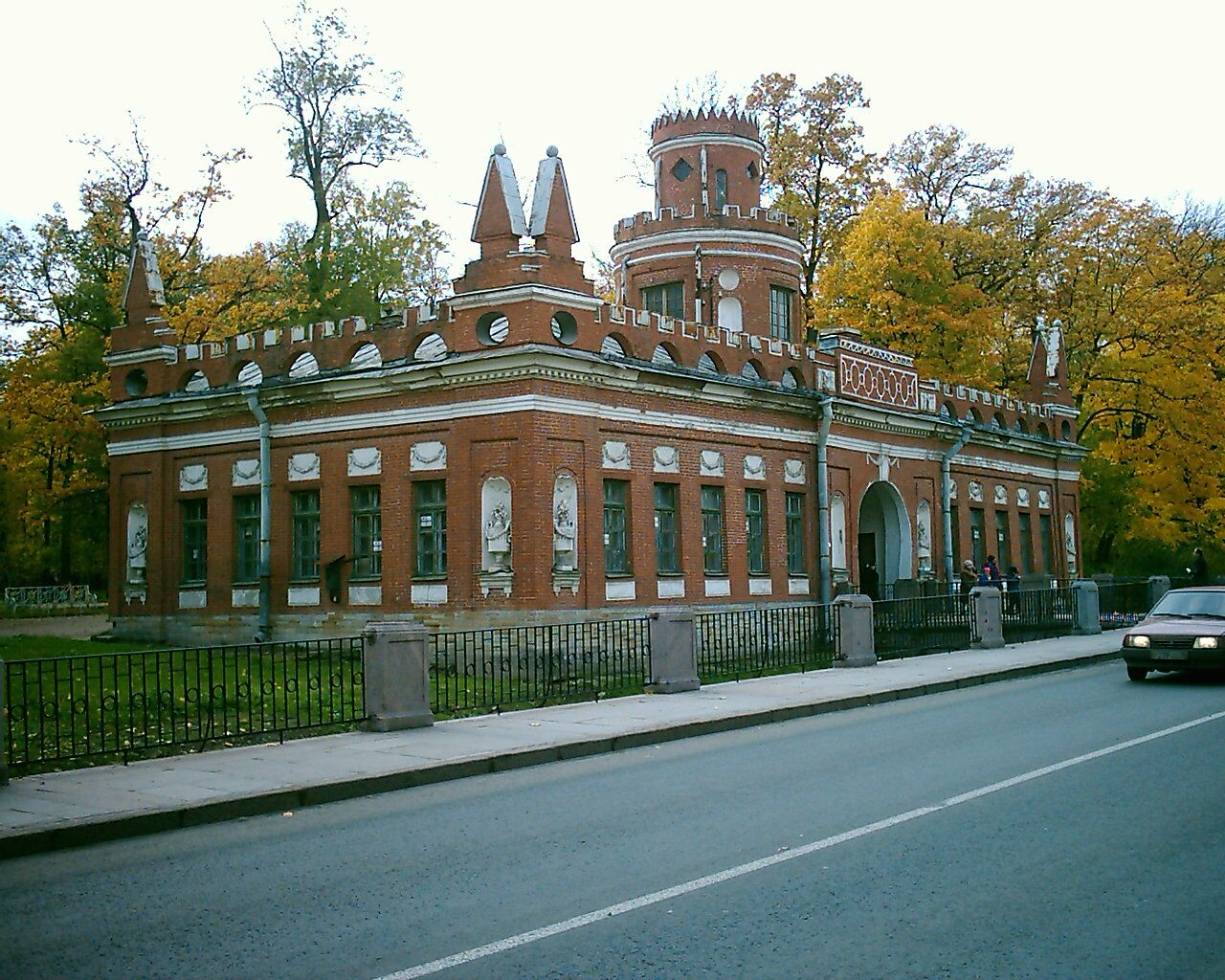
Эрмитажная кухня

Эрмитажная кухня стоит на северной границе парка. Построенная в 1775 году по проекту В. И. Неелова, она имела двоякое назначение — служила не только кухней для гостей Эрмитажа, но и воротами для въезда в Екатерининский парк. Поэтому павильон нередко называли Красными воротами. В XVIII веке здесь размещалась кухня, где готовили кушанья для гостей Эрмитажа. Одноэтажная кирпичная постройка с проездом в виде сквозной арки в центре и зубчатой башенкой с лепными белыми деталями на фасаде.

### Морейская колонна
Объект культурного наследия № 7810447056
Морейская (или Малая Ростральная) колонна установлена в 1771 году по проекту архитектора А. Ринальди на пересечении трёх аллей на востоке регулярной части Екатерининского парка, у каскада между Первым и Вторым Нижними прудами. Колонна поставлена по указу императрицы Екатерины II в честь победы русского флота под предводительством графа Ф. Г. Орлова у полуострова Морея в Средиземном море во времена русско-турецкой войны. Сложена из голубых с белыми прожилками олонецких мраморов. Верхнюю часть колонны украшают ростры. На мемориальной доске высечена надпись: «Войск Российских было числом шестьсот человек, кои не спрашивали многочислен ли неприятель, но где он; в плен турков взято шесть тысяч».

### Ворота «Любезным моим сослуживцам»
1817 г., 1821 г., арх. А. А. Менелас, арх. В. П. Стасов
  Объект культурного наследия № 7810447015
Оригинальный чугунный монумент. Располагается на юго-восточной окраине Екатерининского парка.
Воздвигнут по проекту В. П. Стасова.

### Грот
Объект культурного наследия № 7810447084

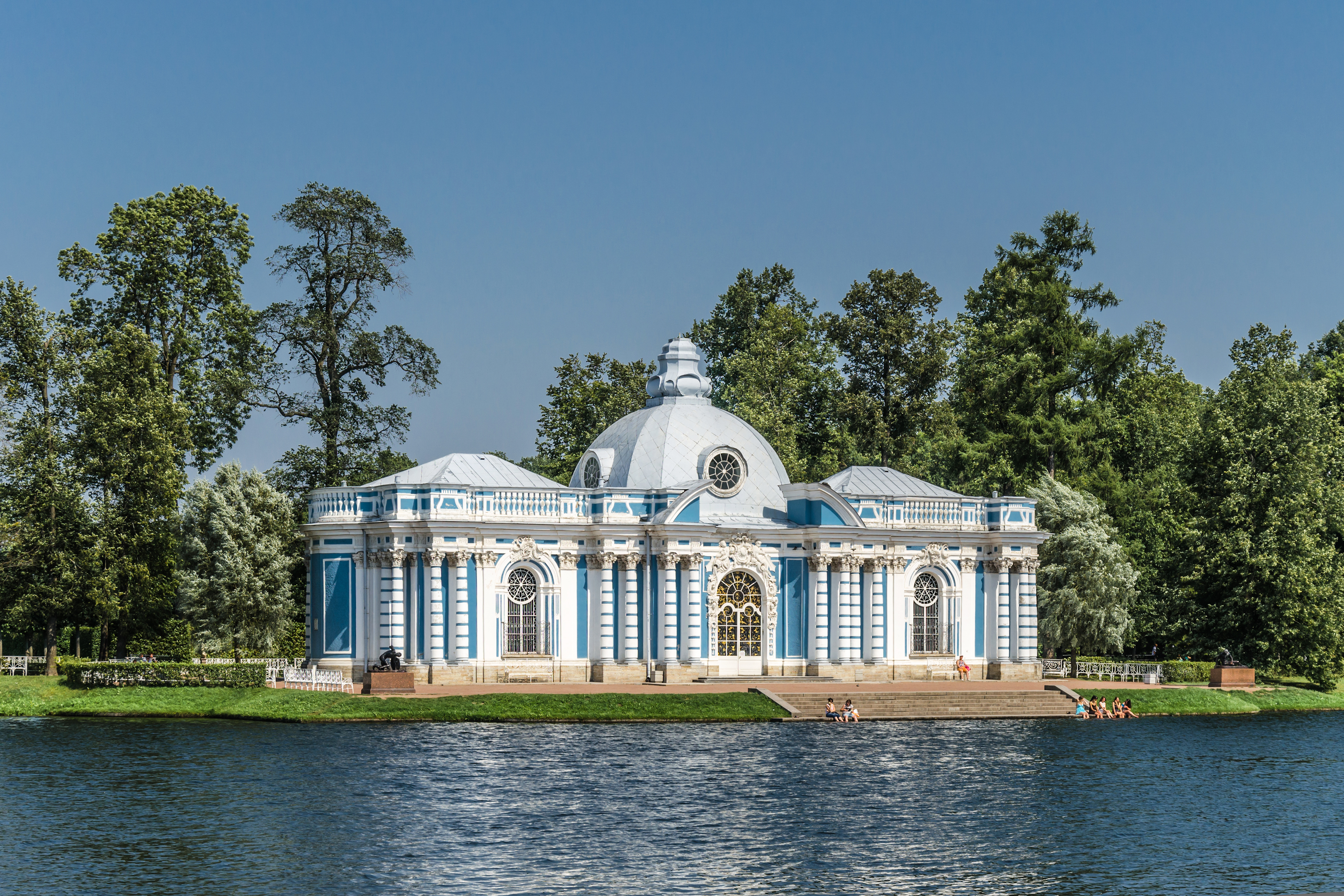
Павильон «Грот»

Павильон «Грот» построен в 1753—1757 годы по проекту архитектора Ф.-Б. Растрелли на берегу Большого пруда. Фасад павильона оформлен декоративными рустованными колоннами, узорными решётками, многочисленными лепными деталями и причудливым рисунком высокой кровли, украшенной деревянной резьбой. Лепные украшения связаны с морской тематикой: сложные извилины раковин, морские божества и дельфины. Внутренняя отделка была создана итальянским «лепным мастером» Иньяцио Росси, изменена в 1771 году по проекту архитектора А. Ринальди.

## Пейзажный парк
В соответствии с новыми веяниями моды в русском садово-парковом искусстве, во второй половине XVIII века парк расширили, и к юго-западу от старого сада, вокруг Большого пруда, возник новый район, решённый в пейзажном стиле. Над созданием пейзажного района трудились архитектор В. И. Неелов, садово-парковый мастер И. Буш и много других садоводов. Извилистые дорожки, живописно расположенные группы деревьев, многочисленные беседки, павильоны, мостики, разбросанные совершенно случайно создают контраст с организованностью регулярной части.
Создание ансамбля началось в 1770 году, парк был насыщен строениями чуть более, чем за десятилетие. Часть построек были памятниками военных побед, часть построена в честь заслуг отдельных лиц. На постройках отразилось характерное для временного периода увлечение мрамором.

### Большой пруд
Объект культурного наследия № 7810447104

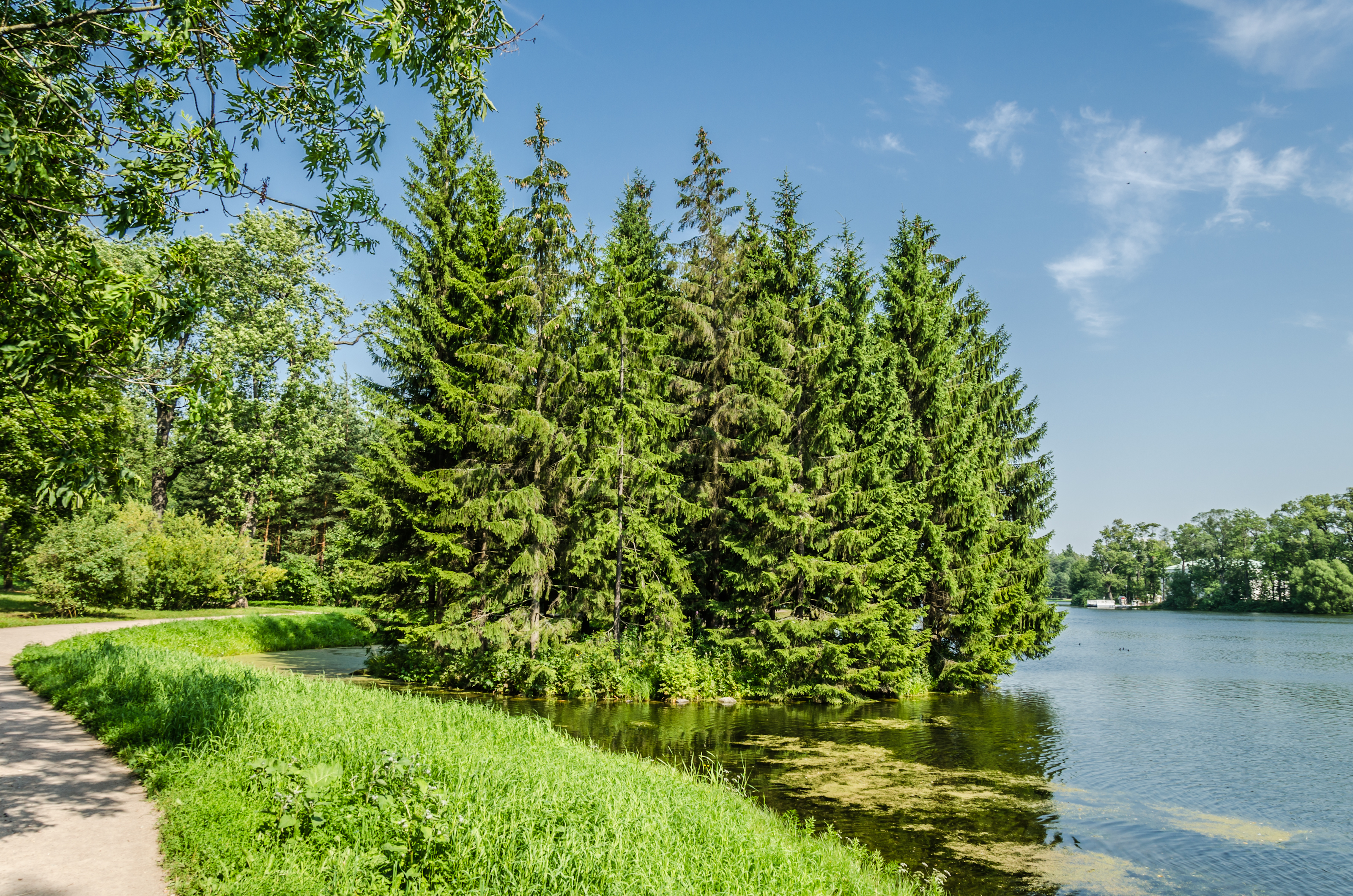
Большой пруд и остров

Пруд в центре Екатерининского парка — самый крупный из водоёмов города Пушкина, его размеры около 16 га. Был вырыт в начале XVIII века и заполнен водой из протекавшего здесь ручья Вангази, который был перегорожен запрудой. По проекту С. И. Чевакинского пруд поначалу приобрёл форму восьмиугольника. Позднее правильная конфигурация его берегов изменилась, вокруг выросли павильоны и постройки, что придало ему особую живописность. Из земли, образованной при изменении формы пруда, была сделана Трифонова горка.

### Зал на острову
Объект культурного наследия № 7810447058
Павильон на острове Большого пруда, построенный в конце 1740-х годов по проекту С. И. Чевакинского и украшенный по эскизам Ф.-Б. Растрелли, был перестроен в 1794 году Д. Кваренги, а в 1817—1820 годах отремонтирован В. П. Стасовым. В XVIII веке павильон служил для музыкальных и танцевальных вечеров.

### Чесменская колонна
Объект культурного наследия № 7810447057

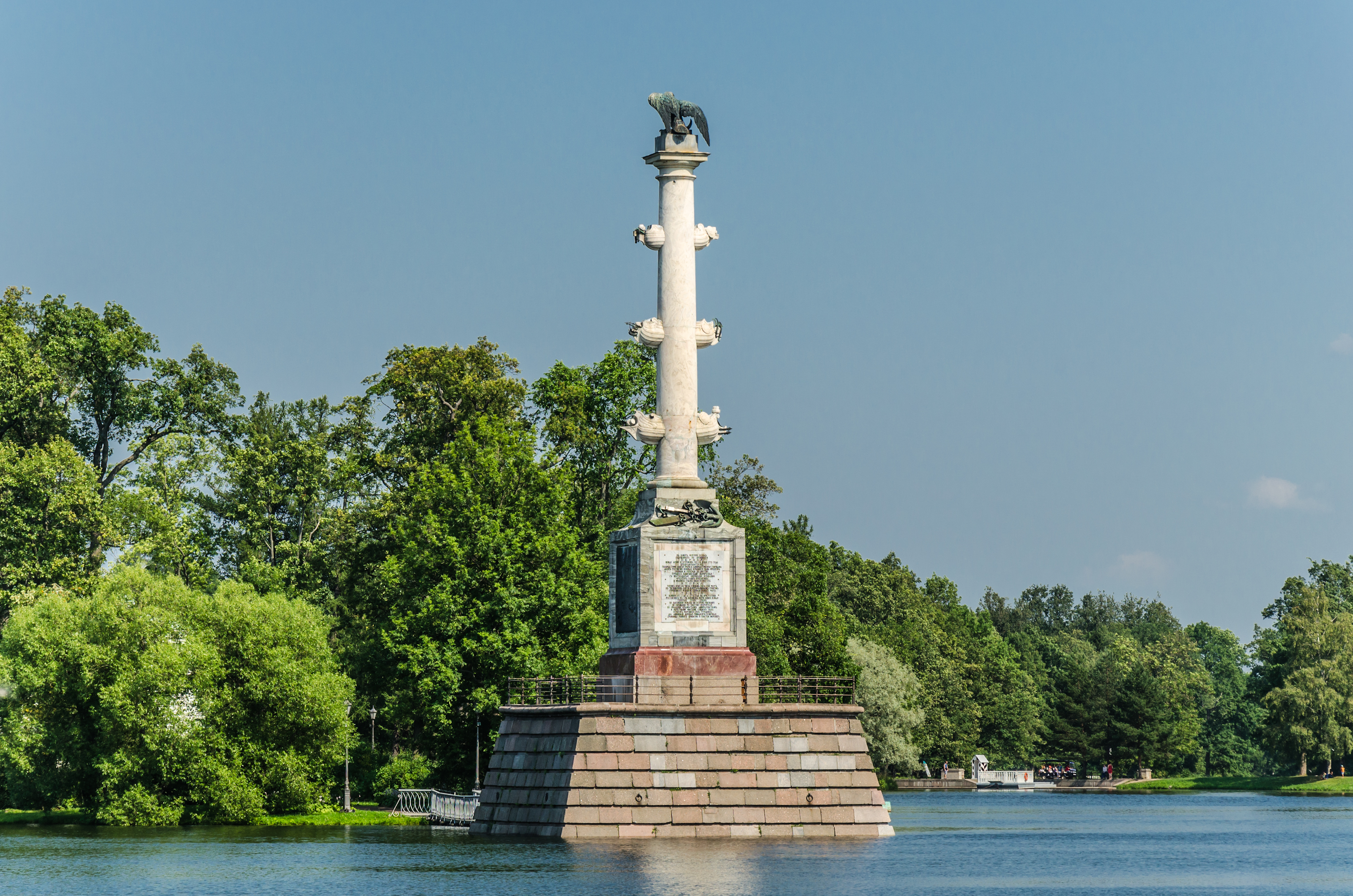
Чесменская колонна

Чесменская колонна поставлена посреди Большого пруда в честь победы русского флота в 1770 году в Чесменском сражении над турецким флотом. Сооружена в 1771—1776 годах по проекту архитектора А. Ринальди и скульптора И. Г. Шварца. 22-метровая колонна из олонецкого розового мрамора стоит на четырёхгранном гранитном основании. Ствол колонны завершён аллегорической скульптурой: бронзовый орёл ломает турецкий полумесяц.

### Адмиралтейство
Объект культурного наследия № 7810447001

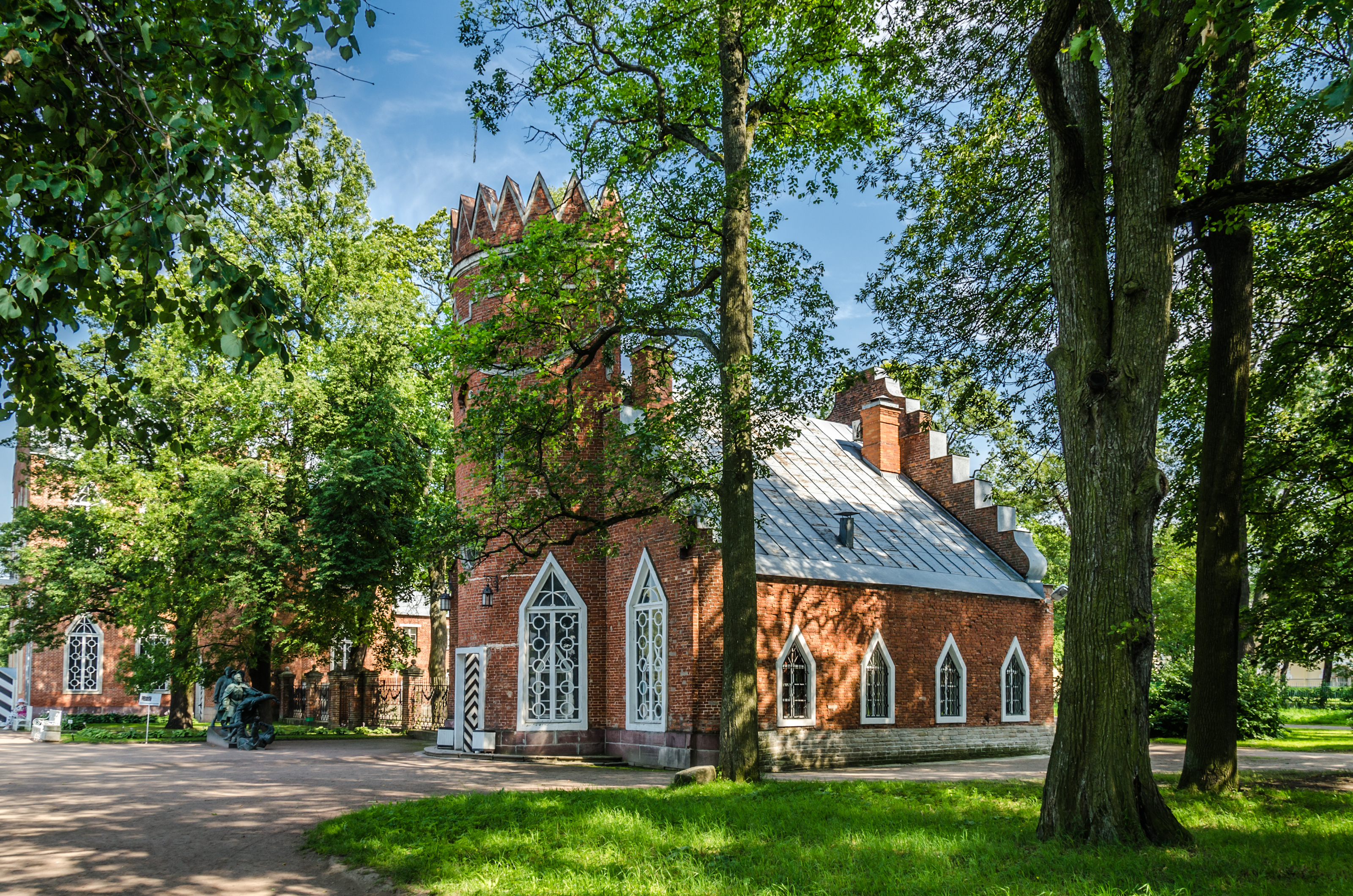
Адмиралтейство

Адмиралтейство — симметричный ансамбль из трёх кирпичных павильонов в голландском стиле, стоящих на берегу Большого пруда. Построен в 1773—1777 годах по проекту В. И. Неелова, возможно, в память о присоединении к России Крымского ханства. Этим сооружениям зодчий придал черты старинных готических замков с тяжёлыми фасадами и зубчатыми башнями. Прежде при Адмиралтействе существовал ажурный причал для лодочных прогулок по озеру, в центральном корпусе хранились лодки и шлюпки, а на втором этаже с 1901 по 1942 годы экспонировался Готторпский глобус. Один из боковых корпусов был предназначен для матросов, в другом, птичьем флигеле, разводили всевозможных птиц: павлинов, фазанов, чёрных и белых лебедей. Между корпусами были вырыты два прудика для птиц.

### Мраморный мост
Объект культурного наследия № 7810447070

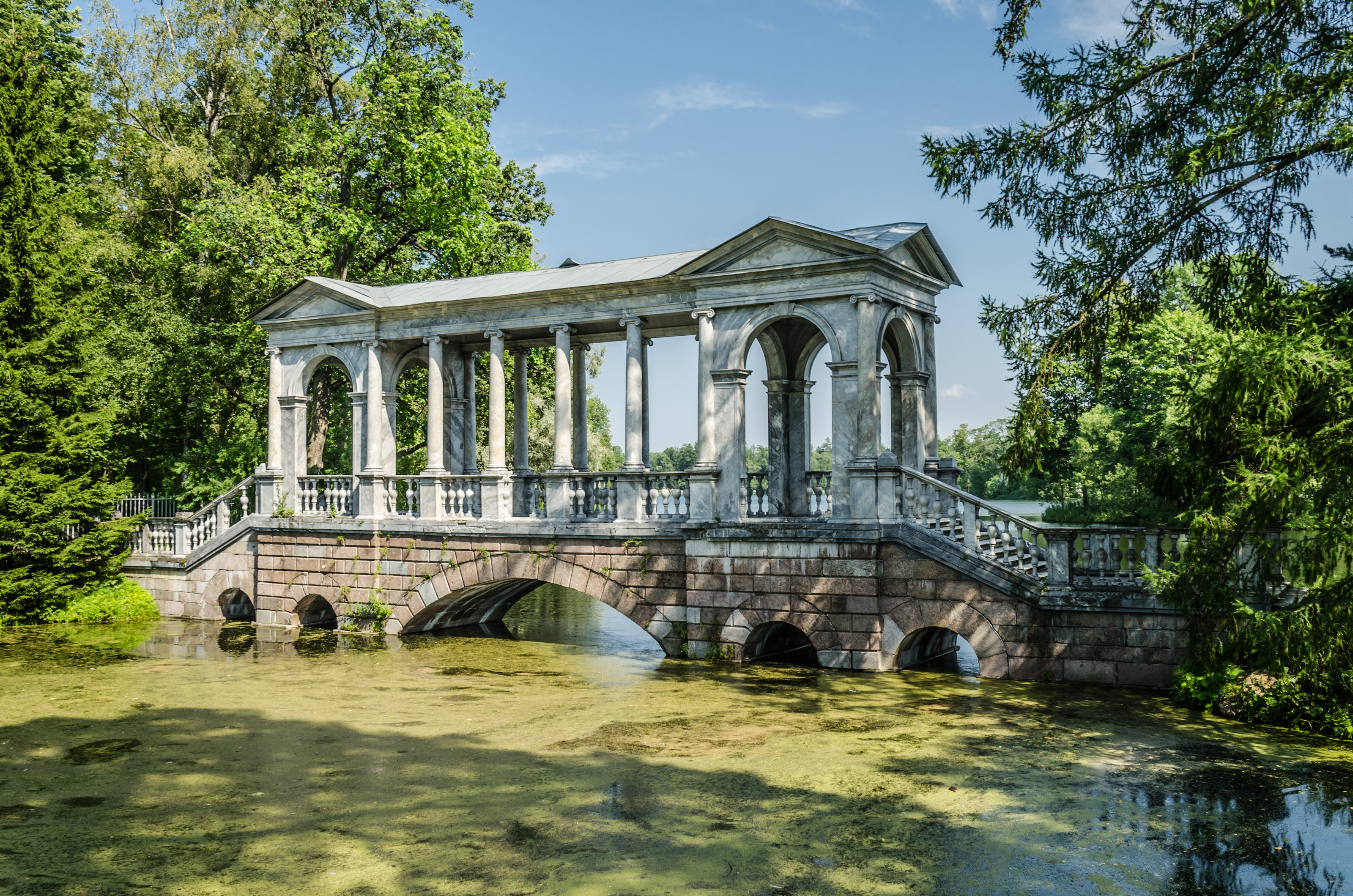
Мраморный (Палладиев) мост

В пейзажной части Екатерининского парка находится Мраморный (Палладиев) мост или Сибирская Мраморная галерея. Поставлен по проекту архитектора В. И. Неелова над узкой протокой, которая соединяет Большой пруд с Лебединым прудом, вырытыми в 1769—1770 годах. Постройка фундамента Мраморного моста датируется 1773 годом; в 1774 году мост был собран из готовых деталей в Царском Селе мастером В. Тортори.
Мост является копией Мраморного моста из Уилтонского парка. Он представляет собой колоннаду, установленную на гранитном основании, с расходящимися лестницами с обеих сторон. По сторонам большой и пологой центральной арки расположены малые полуциркульные арки. Верхняя часть моста образована двумя квадратными в плане павильонами, поставленными над арочными пролётами. Павильоны связаны друг с другом колоннадой из лёгких и стройных ионических колонн. Промежутки между их пьедесталами оформлены балюстрадами из фигурных балясин.

### Турецкая баня
59°42′34″ с. ш. 30°23′27″ в. д.
  Объект культурного наследия № 7810447089

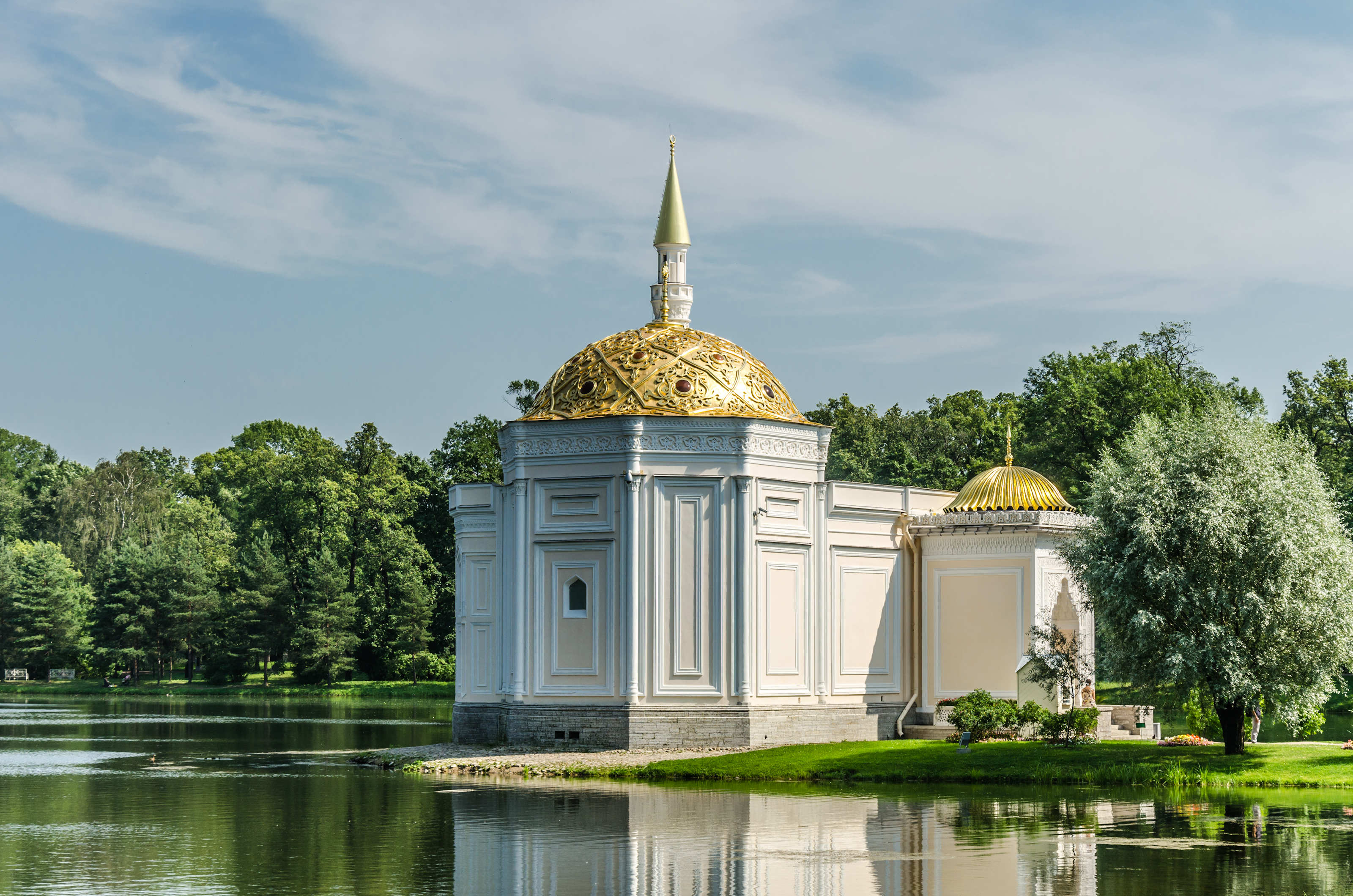
Павильон «Турецкая баня»

Турецкая баня — павильон Екатерининского парка Царского села, построенный архитектором И. А. Монигетти в 1852 году в честь победы в войне России с Турцией 1828—1829 годов. Необычный павильон, стилизованный под Турецкую баню.

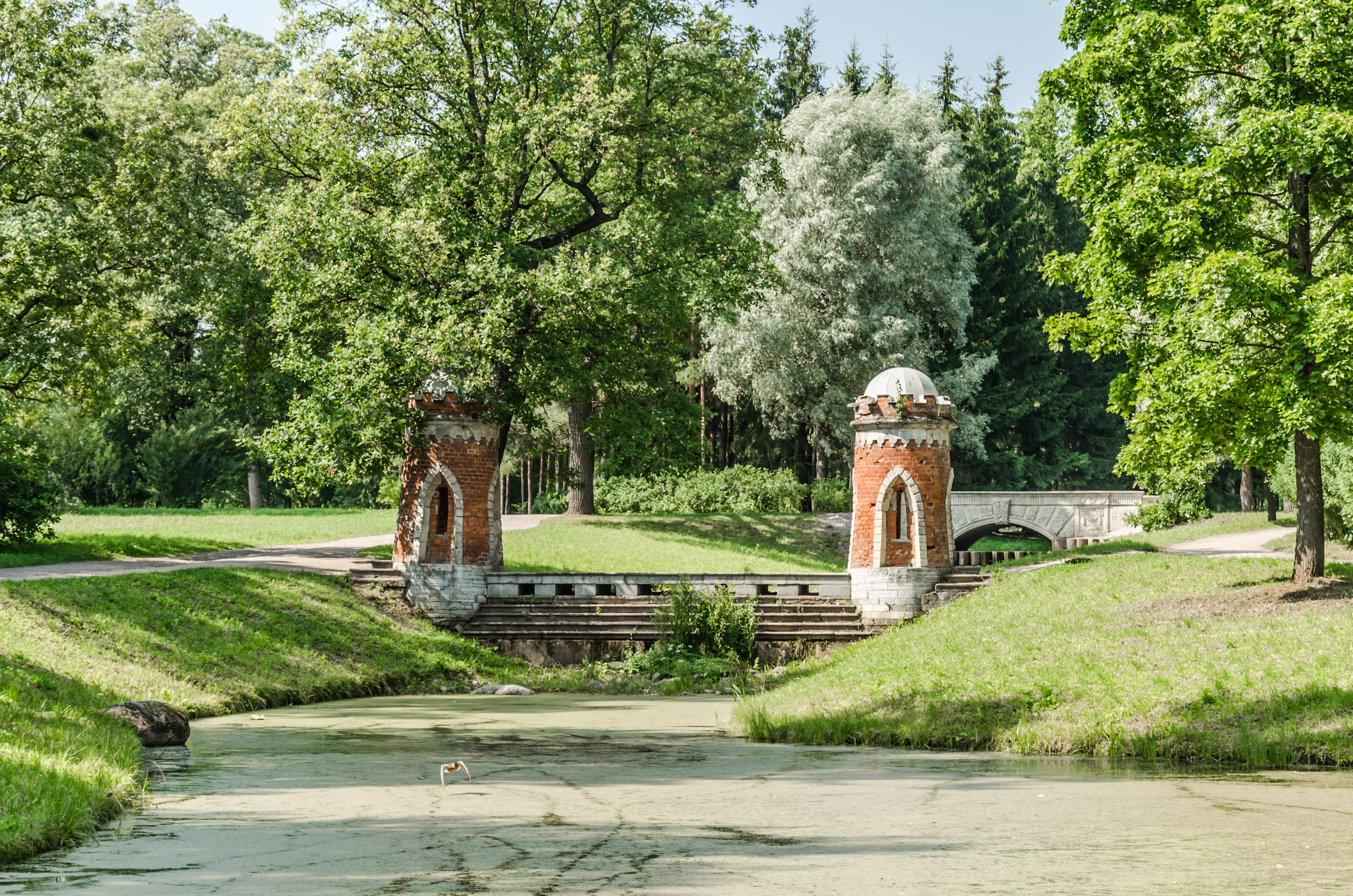
Красный (Турецкий) каскад

### Красный (Турецкий) каскад
1770-е гг., арх. В. И. Неелов
  Объект культурного наследия № 7810447055

### Пирамида
59°42′34″ с. ш. 30°23′19″ в. д.
  Объект культурного наследия № 7810447093

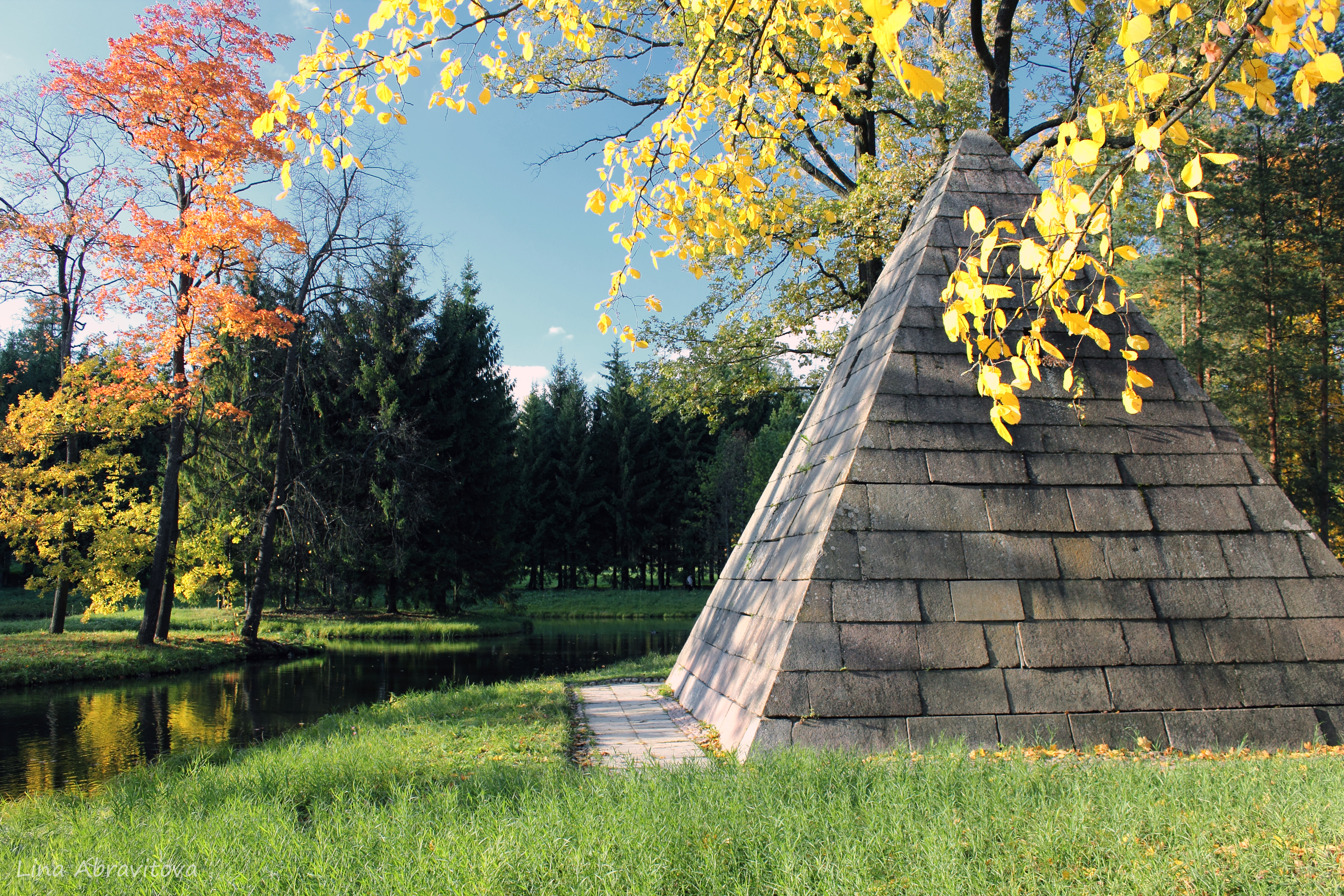
Пирамида

Построена в 1770—1772 годах по проекту В. И. Неелова. Является одним из первых павильонов пейзажной части Екатерининского парка. В 1774 году была разобрана и в 1782—1783 годах отстроенная заново Ч. Камероном.
Одну сторону Пирамиды, сооруженной из кирпича и облицованной тесаным гранитом, прорезает вход; по углам некогда стояли четыре колонны на пьедесталах, вытесанные из серого уральского мрамора. Внутреннее помещение павильона перекрыто сферическим куполом с отверстием в центре; в стенах устроены ниши для хранения урн.
С противоположной от входа стороны, у подножия Пирамиды, похоронены три любимые собачки Екатерины II: Том Андерсон, Земира и Дюшес. Места погребения были отмечены досками из белого мрамора с высеченными на них эпитафиями, не дошедшими до наших дней.

### Башня-руина с искусственной горкой и Готическими воротами
Объект культурного наследия № 7810447013
  Объект культурного наследия № 7810447006

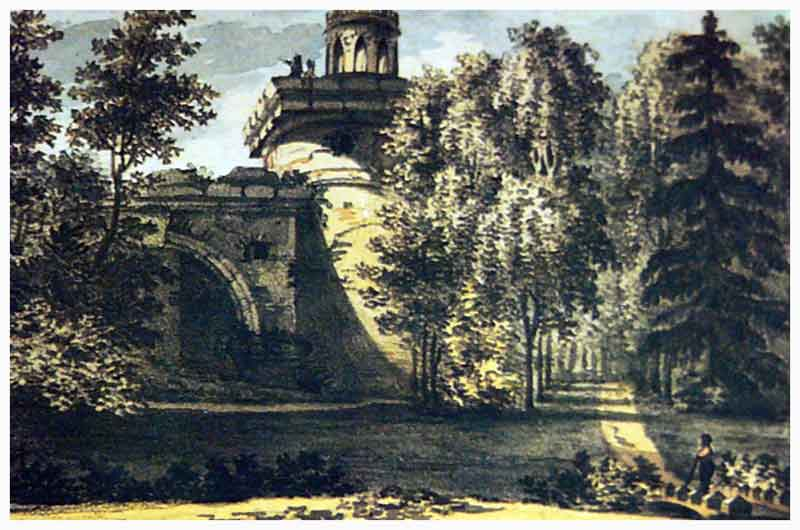
Башня-руина в 1820 г.

Башня-руина возведена в южной части парка по повелению императрицы Екатерины II по проекту архитектора Ю. М. Фельтена в 1771—1773 году в честь побед русской армии в русско-турецкой войне в 1768—1774 годов. Памятник был задуман как остатки старинной турецкой крепости, состоящей из гигантской башни и части крепостной стены, прорезанной аркой, с системой оборонных устройств. Стена с аркой переходит в земляную насыпь, со склонами. покрытыми кустарниками и деревьями. На замковом камне, венчающем арку Башни-руины, высечена надпись: «На память войны, объявленной турками России, сей камень поставлен … года» где номер года дан в допетровском стиле буквами старой кириллической записи, трактуемой как 1768 [год].
После возведения памятника башня служила видовой площадкой, а крепостная стена с главным входом в виде арки-въезда и земляной насыпью использовалась для прогулок и увеселительных катаний.
В основании насыпи, ведущей на вершину Башни-руины, стоят чугунные Готические ворота. Ворота спроектированы архитектором Ю. М. Фельтеном и отлиты в 1778 году из чугуна особой мягкости на Каменском казённом чугунолитейном заводе по деревянной модели, изготовленной из липы.

### Гатчинские (Орловские) ворота
Объект культурного наследия № 7810447012

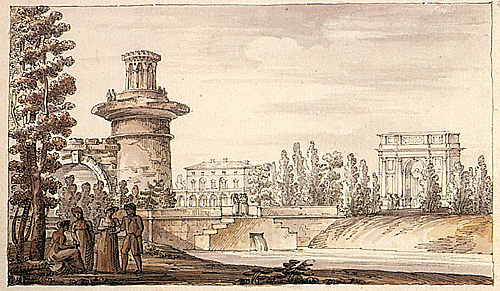
Башня-руина и Орловские ворота

Ворота построены в 1771—1782 годах на южной границе Екатерининского парка по проекту архитектора А. Ринальди по распоряжению императрицы Екатерины II в честь графа Григория Орлова, спасшего Москву от эпидемии чумы. Проект решетки выполнен Дж. Кваренги в 1781 году. На стороне, обращённой к Гатчинской дороге, бронзовыми буквами написано: «Орловым от беды избавлена Москва», а на противоположной: «Когда в 1771 году на Москве был мор людей и народное неустройство, генерал-фельдцейхмейстер граф Григорий Орлов по его просьбе получил повеление туда поехать, установил порядок и послушание, сирым и неимущим доставил пропитание и исцеление и свирепство язвы пресек добрыми своими учреждениями».
Ворота высотой около 15 метров напоминают триумфальную арку и облицованы разными сортами цветных мраморов. Сочетание мраморной арки с легкой ажурной металлической решеткой, сквозь которую видна аллея Екатерининского парка, придает воротам особое изящество.
Под воротами проходит оконечная часть Таицкого водовода в виде бетонной трубы диаметром 800 мм.

### Гранитная терраса («терраса Руска») со статуями
1848 г., 1850 г., 1850-е гг., 1851 г., 1852 г., 1853 г., 1854 г., арх. И. Гамбургер, арх. Л. И. Руска
  Объект культурного наследия № 7810447017

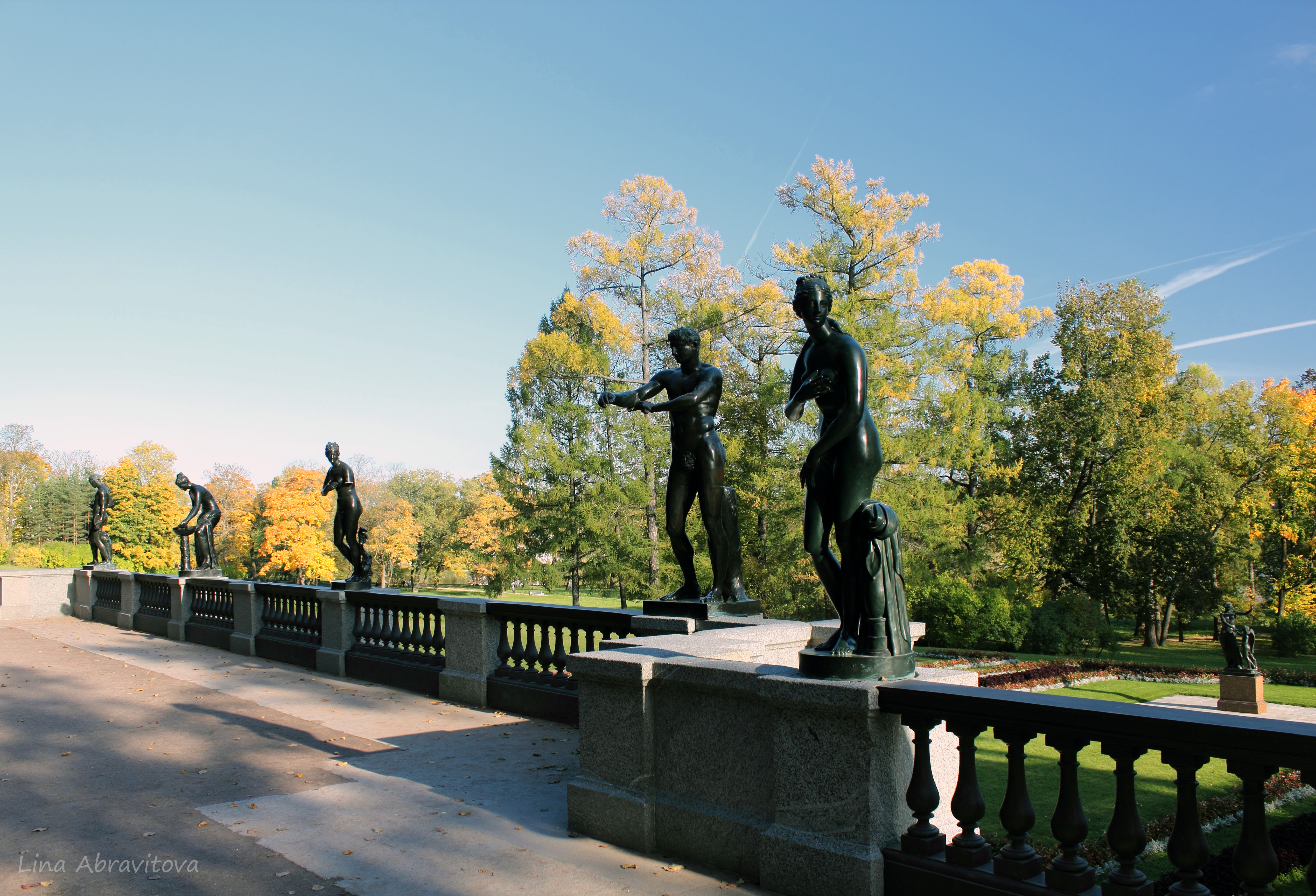
Гранитная терраса

В XVIII веке, на протяжении трёх десятилетий, на месте Гранитной террасы существовала Катальная горка, или павильон «Катальная гора».
Катальная гора представляла собой эффектное и сложное увеселительное сооружение, центральный двухэтажный каменный павильон которой был построен по чертежам и модели архитектора Ф.-Б. Растрелли. Его фасады были декорированы колоннами, пилястрами, лепкой, позолоченными вазами и статуями. Восьмиугольный зал в центре павильона завершался куполом, увенчанным статуей. По сторонам центрального зала размещались два круглых в плане малых зала — обеденный и зал для игр.
К центральной части павильона было пристроено два круглых форса — площадки, на которые выходили двери из верхнего этажа павильона. С этих форсов по рельсам, на особых механических катальных колясках можно было скатиться по искусственной горе. Техническая сторона Катальной горки, связанная с расчетами конструкций и допустимых уклонов, была разработана русским учёным А. К. Нартовым.
Постройка здания началась в 1754 и закончилась в 1757 году. В 1765 году архитектор В. Неелов пристроил к горе, имевшей два форса, третий: один из форсов горки предназначался для катания зимой, два других — летом.
В 1792—1795 годах Катальная горка была разобрана, и на её месте архитектор Ч. Камерон начал постройку обширной галереи с 32 колоннами из пудостского камня. Однако в конце 1790-х годов галерея была сломана, а материалы от её разборки использованы при строительстве Михайловского замка в Санкт-Петербурге.
На обширной площадке, образовавшейся на месте Катальной горки и галереи, в начале 1800-х годов было решено построить большую гранитную террасу, проект которой разработал в 1809 году архитектор Л. Руска.
Гранитная терраса обращена в сторону Большого пруда. Её стены декорированы мощными дорическими колоннами без баз. Стволы колонн, поддерживающие постаменты балюстрады, вытесаны из серого, а капители — из розового гранита. По сторонам террасы расположены лестницы. Поверхность стен из розового гранита обработана неглубокими нишами, обрамленными архивольтами из блоков серого гранита.
Л. Руска предполагал украсить террасу двумя мраморными статуями, однако этот проект не был осуществлен. На постаментах балюстрады в 1850-х годах установили гальванопластические копии античных скульптур — «Венеры Медицейской», «Фавна с козленком», «Апоксиомена» и других. Эта коллекция была составлена из произведений литейной мастерской Императорской Академии художеств, выполненных из меди способом гальванопластики, изобретённым в 1838 году русским физиком Б. Якоби. Скульптуры сохранились и в настоящее время стоят на своих исторических местах.

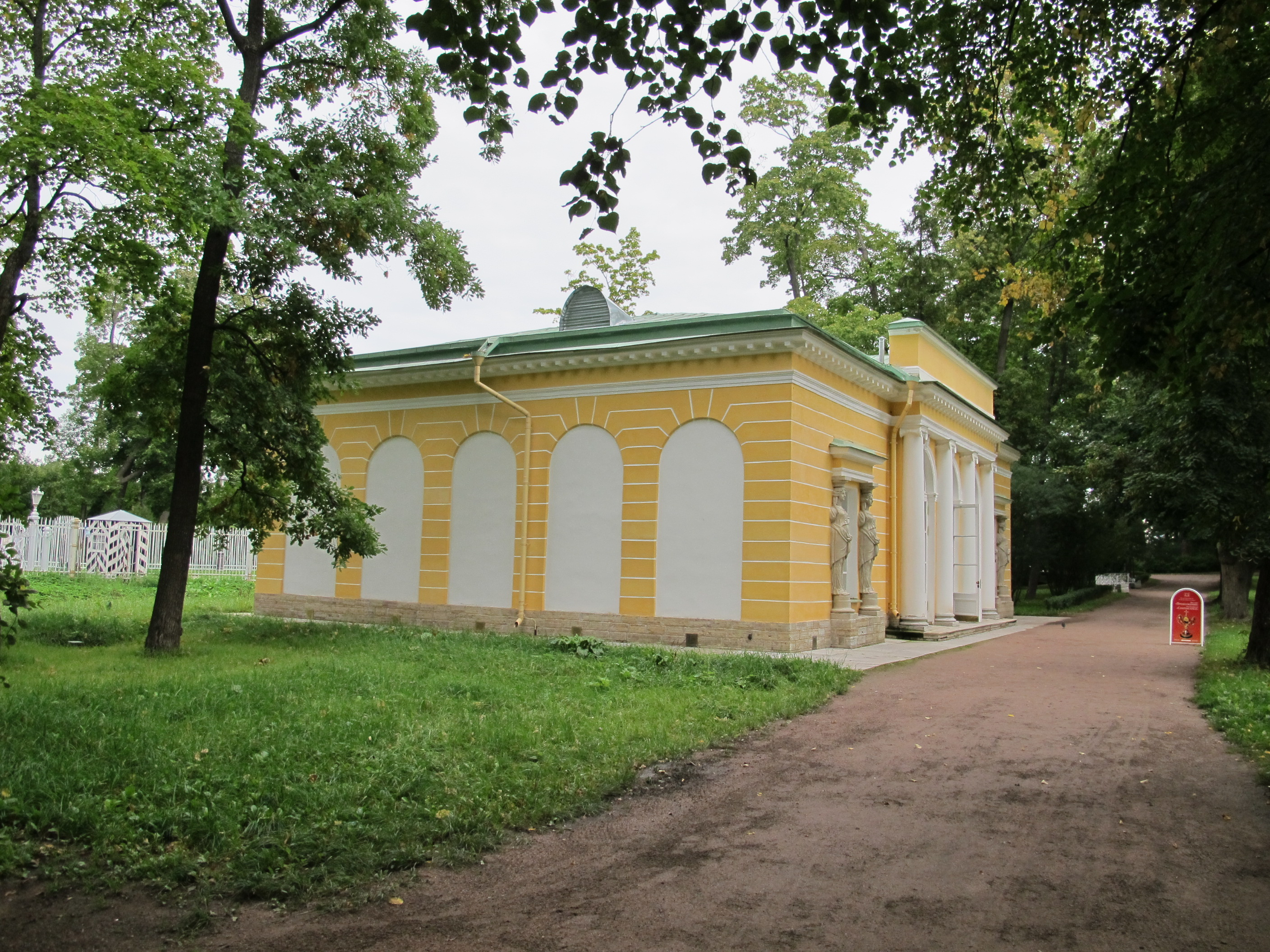
Вечерний зал

На склоне холма в конце XIX — начале XX века существовали цветники. Мысль о создании декоративного партера и цветника перед Гранитной террасой вновь возникла уже в наше время и была реализована по проекту архитектора Татьяны Дубяго.

### Вечерний зал
Объект культурного наследия № 7810447083
1796 г., арх. В. И. Неелов, 1810—1811 гг., арх. Л. И. Руска

### Фонтан «Девушка с кувшином»
59°42′42″ с. ш. 30°23′32″ в. д.
  Объект культурного наследия № 7810447156

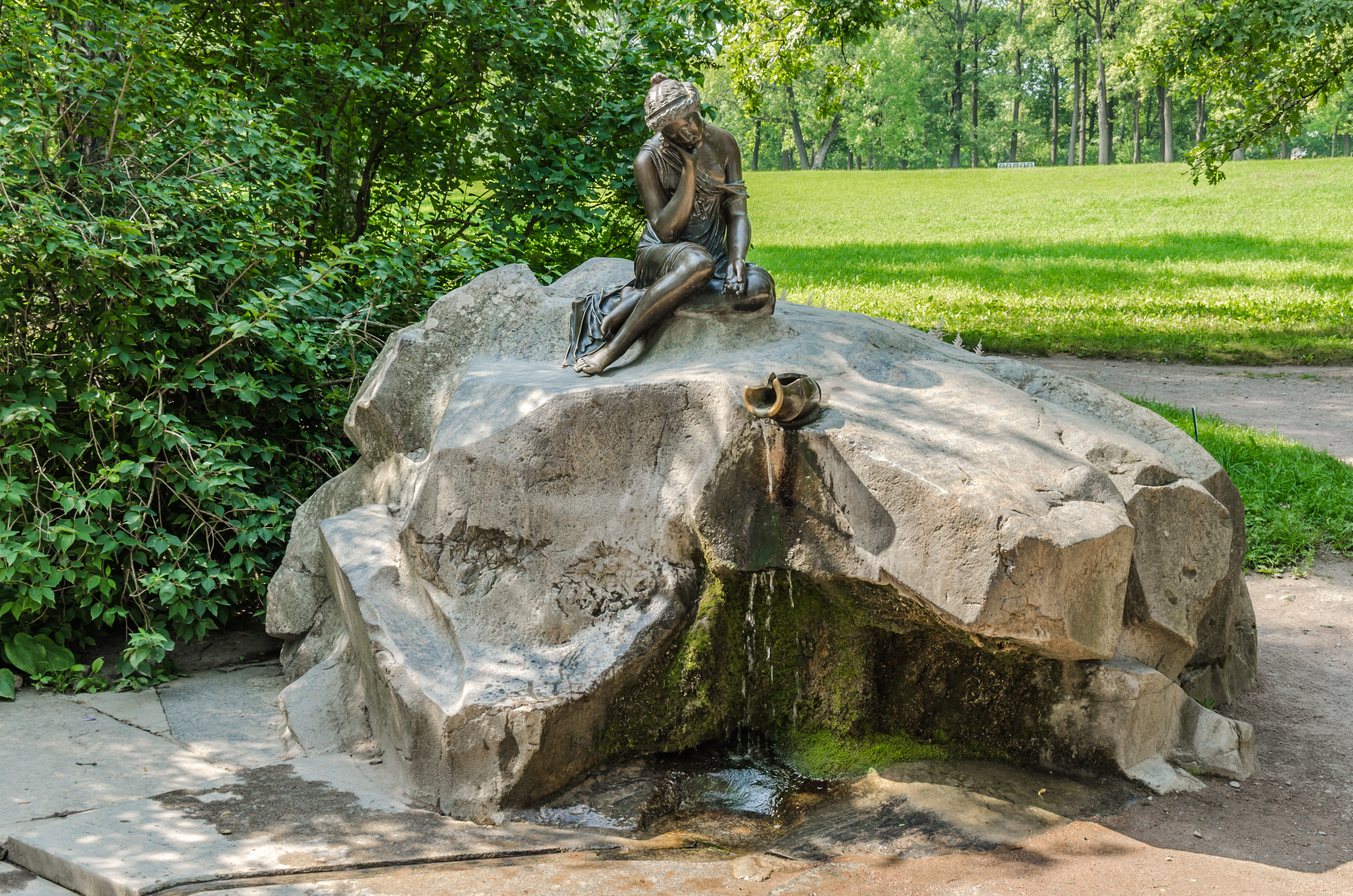
Фонтан «Девушка с кувшином»

Статуя исполнена известным скульптором П. П. Соколовым на сюжет басни Ж. Лафонтена «Молочница, или Кувшин с молоком» и отлита из бронзы в мастерской Императорской Академии художеств. «Девушка с кувшином» воспета А. С. Пушкиным в стихотворении 1830 года «Царскосельская статуя».

### Концертный зал
Объект культурного наследия № 7810447085

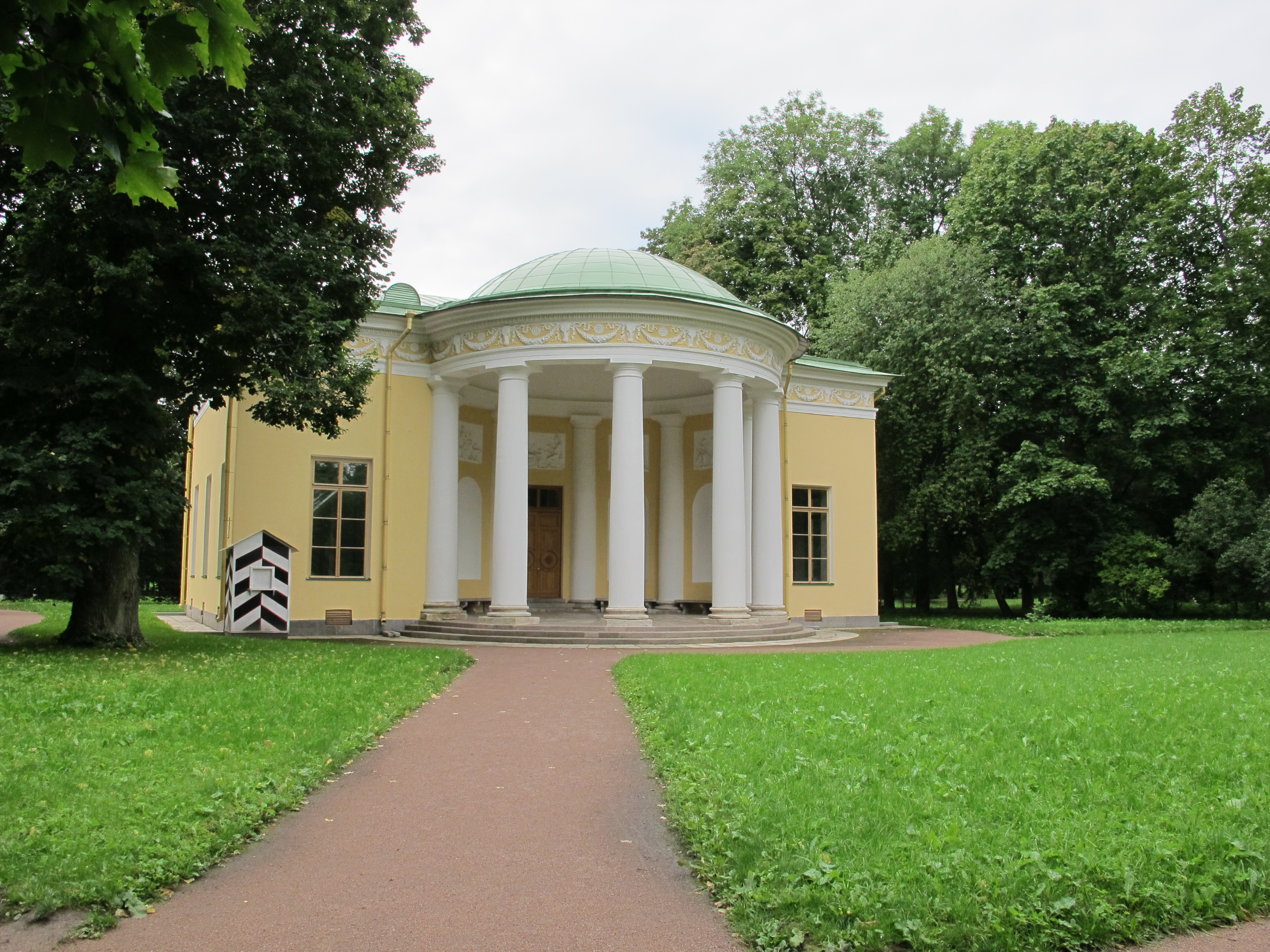
Концертный зал

Концертный зал в юго-западной части парка сооружен в 1782—1788 годах по проекту архитектора Д. Кваренги. Прямоугольный в плане, с выступающим вперёд портиком-ротондой зал обработан очень строго: гладкие стены, прорезанное оконными проёмами без наличников, оживлены лишь лепным фризом с гирляндами и головами жертвенных быков. В глубине за колоннадой портика стены украшены барельефами работы скульптора М. И. Козловского. Внутри он был отделан искусственным мрамором, а пол украшала подлинная римская мозаика I века н. э..

### Кухня-руина
Объект культурного наследия № 7810447087

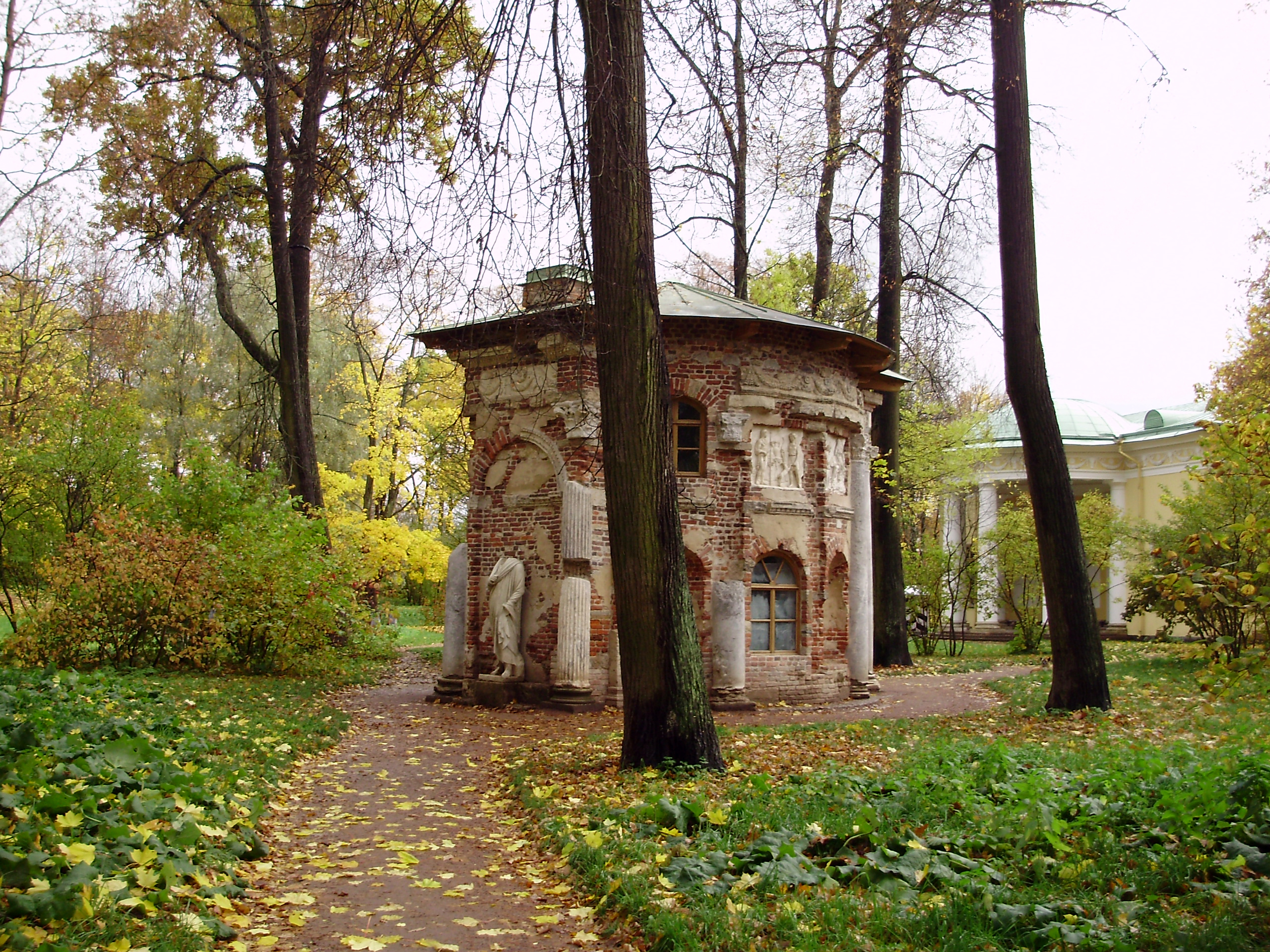
Кухня-руина

Кухня-руина возле Концертного зала сооружена по проекту Дж. Кваренги в 1785—1786 годах для разогревания кушаний гостям Концертного зала. Вход в павильон — круглая в плане, усложненная двумя прямоугольными выступами постройка — оформлен в виде ниши, в глубине которой помещена дверь. Криволинейные части фасада между выступами украшены подлинными фрагментами античных сооружений: обломки колонн, капители, карниз и фриз с высеченными гирляндами.

### Скрипучая (Китайская) беседка
Объект культурного наследия № 7810447148

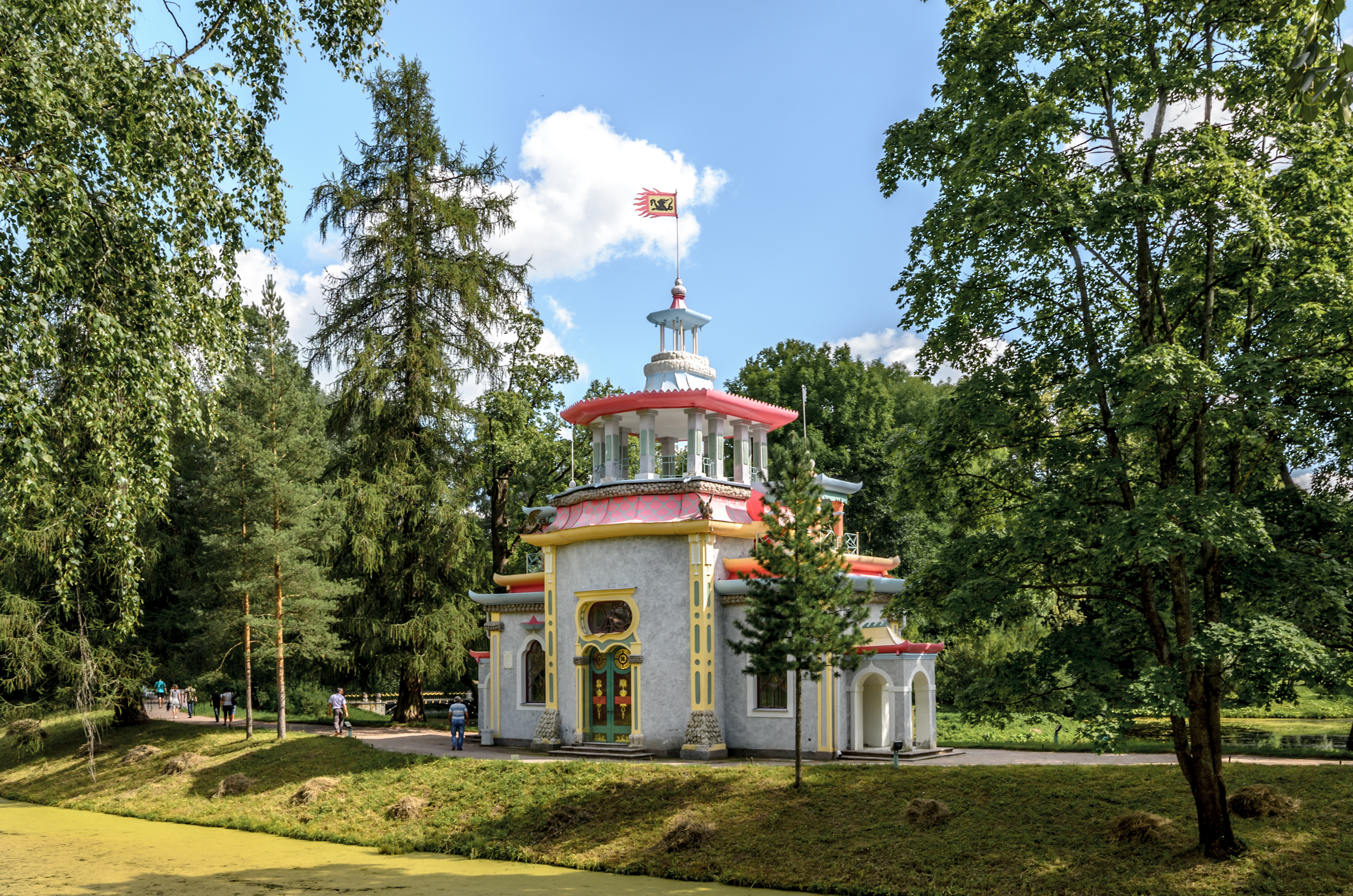
Скрипучая (Китайская) беседка

Китайская беседка построена на границе между пейзажной частью Екатерининского парка и Новым садом Александровского парка на берегу одного из Верхних прудов. Её называют Скрипучей из-за флюгера на крыше, который при поворотах издавал скрип. Работы по строительству этого экзотичного павильона начались одновременно со строительством Китайской деревни и велись с 1778 по 1786 год. Постройкой руководил зодчий В. И. Неелов, а сам проект разработал архитектор Ю. М. Фельтен. В архитектуре беседки с загнутыми краями крыши, декоративными фигурками драконов, сложным орнаментом, узорами дверей и окон используются некоторые мотивы китайского искусства.

### Кагульский (Румянцевский) обелиск
Объект культурного наследия № 7810447080

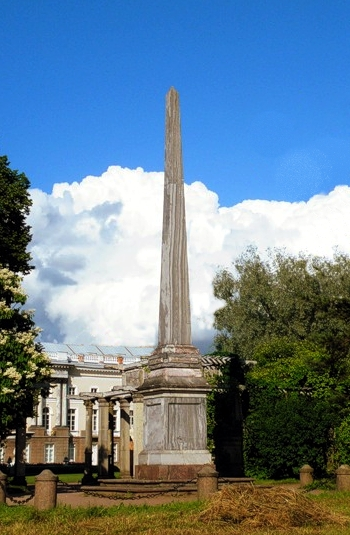
Кагульский обелиск

Находящийся недалеко от южного фасада Зубовского флигеля Екатерининского дворца, рядом с Собственным садиком Кагульский (Румянцевский) обелиск сооружен по проекту архитектора А. Ринальди в 1771—1772 годах в честь победы русских войск над турками на реке Кагул. Об этом сообщает надпись на пьедестале:
«В память победы при реке Кагуле в Молдавии, июля 21 дня 1770 года, под предводительством генерала графа Петра Румянцова Российское воинство числом семнадцать тысяч обратило в бегство до реки Дуная турскаго визиря Галиль-Бея с силою полуторастатысячною».
Простой по силуэту четырёхугольный обелиск имеет высоту чуть более 10 м. Он сложен из различных пород русского мрамора, тона которого хорошо гармонируют с зелёным окружением.

### Собственный садик

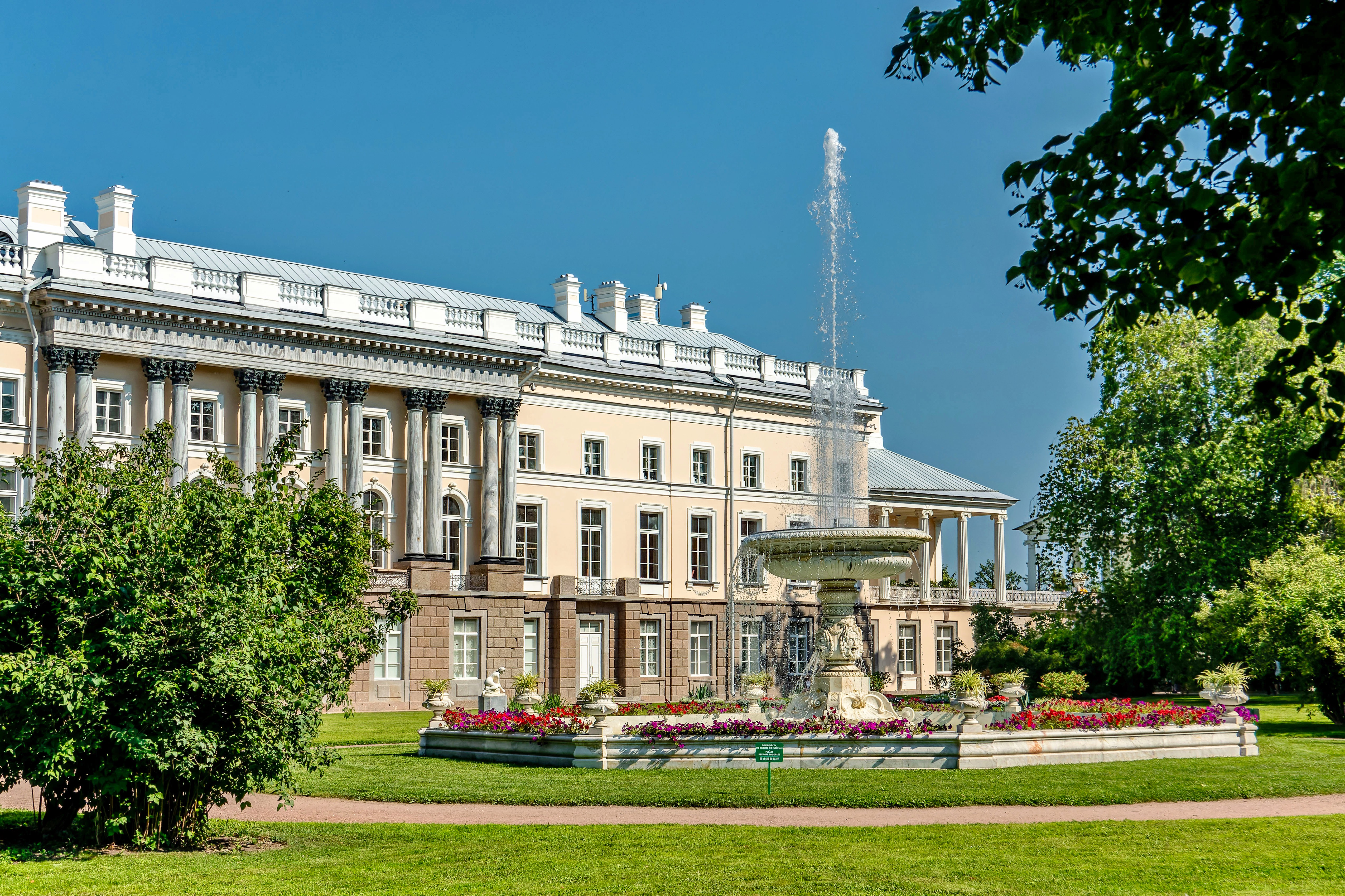
Собственный садик

59°42′53″ с. ш. 30°23′35″ в. д.